# Образование в Ульяновске

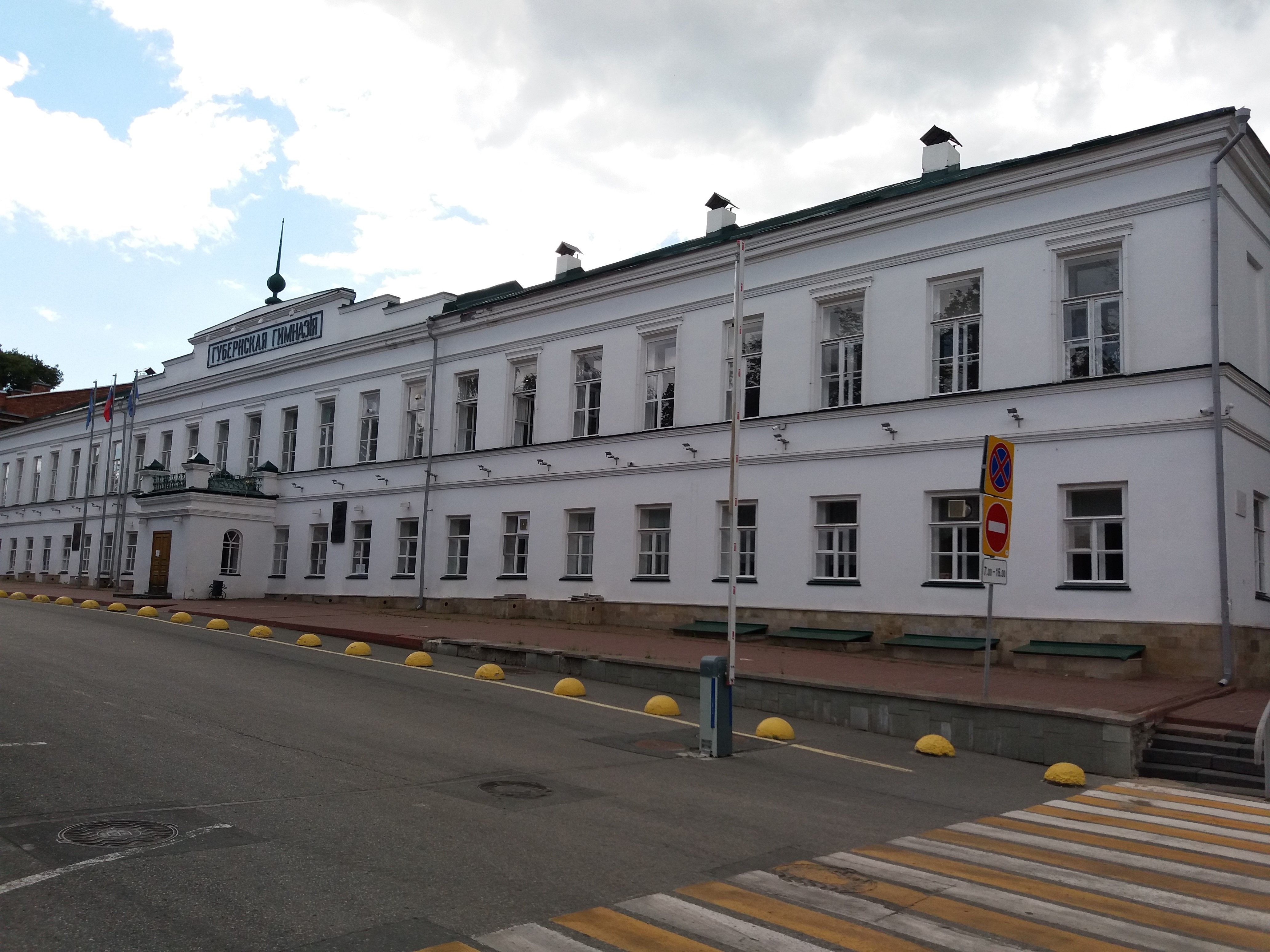
Здание Симбирской мужской классической гимназии — старейшего учебного заведения города

С учреждением Симбирска губернским городом в 1780 году, началась история создания общественных учебных заведений.

## История
До образования Симбирского наместничества, в провинциальном Синбирске не было народных учебных заведений, были только частные пансионы. Так в 1760-гг. в городе Кабритом Ф. Ф. был открыт пансион, в котором обучался будущий поэт, баснописец Дмитриев И. И. или пансион Фовеля, в котором обучался будущий историк и писатель Карамзин Н. М. Для обучения солдатских детей грамоте и арифметике в 1777 году был куплен деревянный дом. В 1782 году, в нижней части города, напротив церкви Петра и Павла, была построена больница, в которой содержалось 30 неимущих человек, и была каменная богадельня.
22 сентября 1786 года было открыто Главное народное училище, в 1809 году преобразованное в Симбирскую классическую гимназию. 

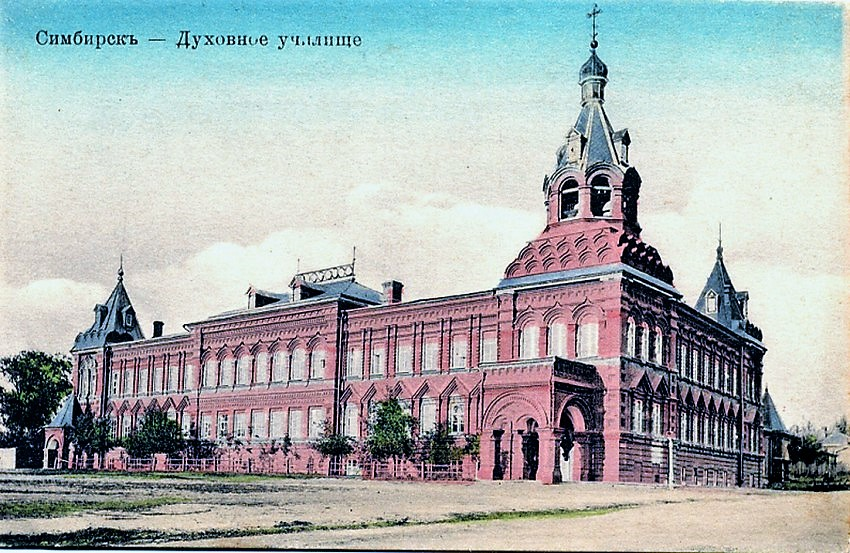
Здание Симбирского духовного училища

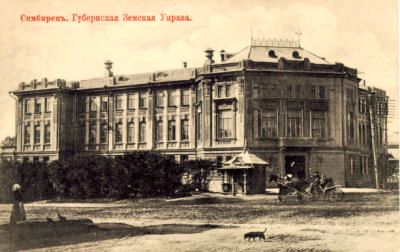
Бывший дом Симбирской губернской земской управы, где размещался Симбирский пролетарский университет

В 1803 году было открыто Симбирское духовное училище. 

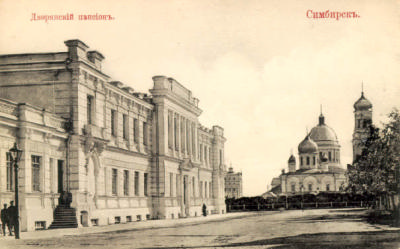
Дворянский пансион, с 1911 г. — вторая мужская гимназия. С 1932 г. — пединститут

В 1811 году было открыто Симбирское уездное училище, с 1912 года — 1-е высшее начальное училище г. Симбирска.
Первое учебное заведение для девочек в Симбирске было открыто в марте 1817 года — Симбирское женское общество христианского милосердия, первая в истории края общественная благотворительная организация.

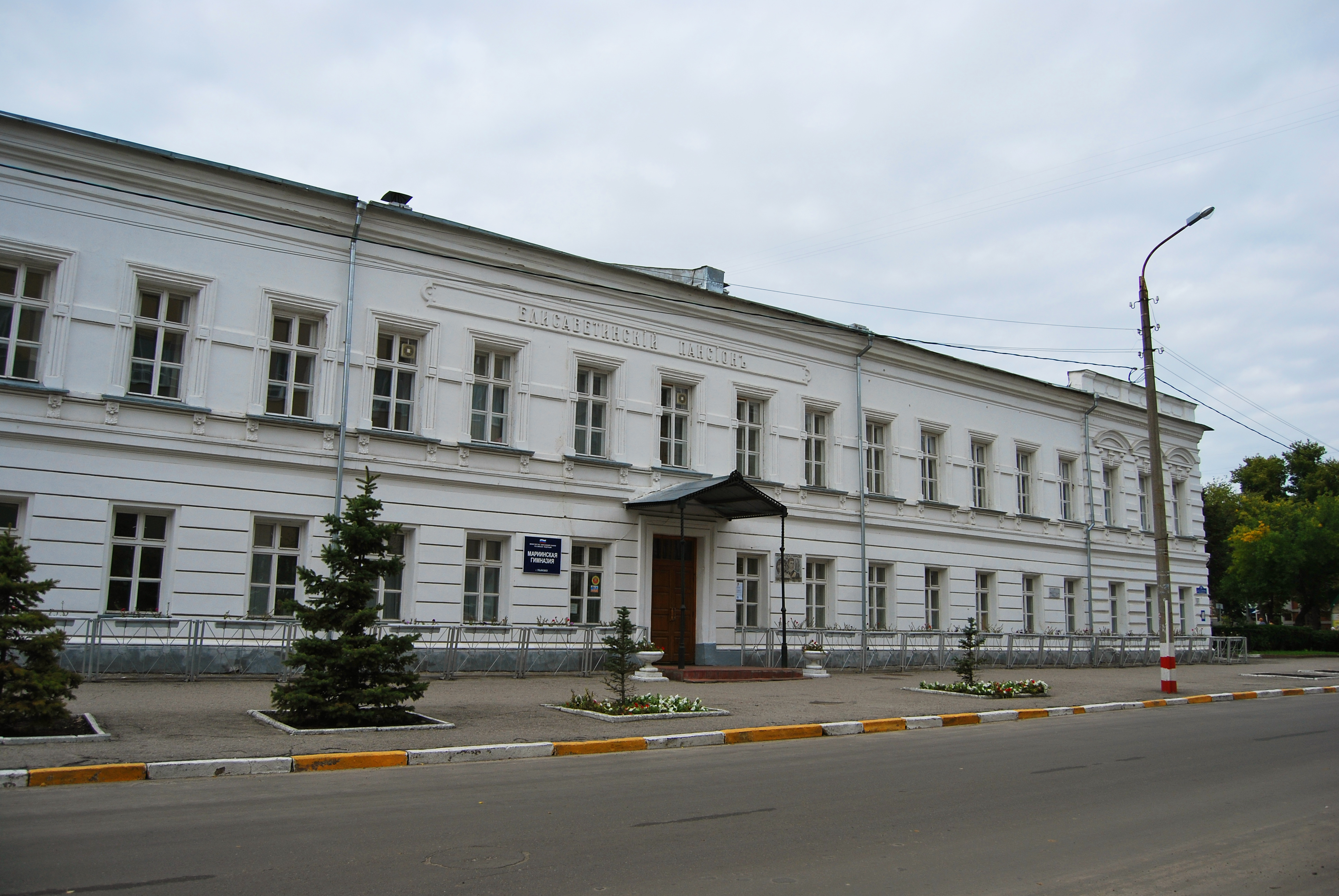
Дом Трудолюбия, Елисаветинский пансион

2 мая 1820 года открылось первое училище для девочек «Дом трудолюбия», а вторая в 1859 году — Мариинская женская гимназия, а к 1913 году в городе было уже две мужских и три женских гимназии.
В 1834 году была открыта 1-я мужская приходская школа.
В марте 1836 года мужскую гимназию инспектировал ректор Казанского университета Н. И. Лобачевский.
В 1840 году была открыта Симбирская духовная семинария.
В 1847 году создано Женское духовное училище, как приют для сирот, а 16 (28) августа 1876 году преобразовано в Симбирское епархиальное женское училище, которое стало готовить учительниц для сельских школ.
С инспекторскими проверками: 1-гo сентября 1857 года, в 1858 году, 19-го июня 1861 года, 1-го июня 1869 года и 2-го июня 1874 года, мужскую и женскую гимназии посещал принц Пётр Георгиевич Ольденбургский.
В 1859 году, по инициативе, графа Владимира Петровича Орлова-Давыдова, в Симбирске было открыто Общество сельского хозяйства. Напротив села Вырыпаевка была создана опытная ферма. Затем была создана Симбирская с/х опытная станция, в 1910 году — опытное поле Симбирского уездного земства, с 1918 года — Вырыпаевское опытное поле. В 1921 году — Вырыпаевская опытная станция. Впоследствии оно получило статус Ульяновской зональной опытной станции по картофелю (ныне Опытное Поле).

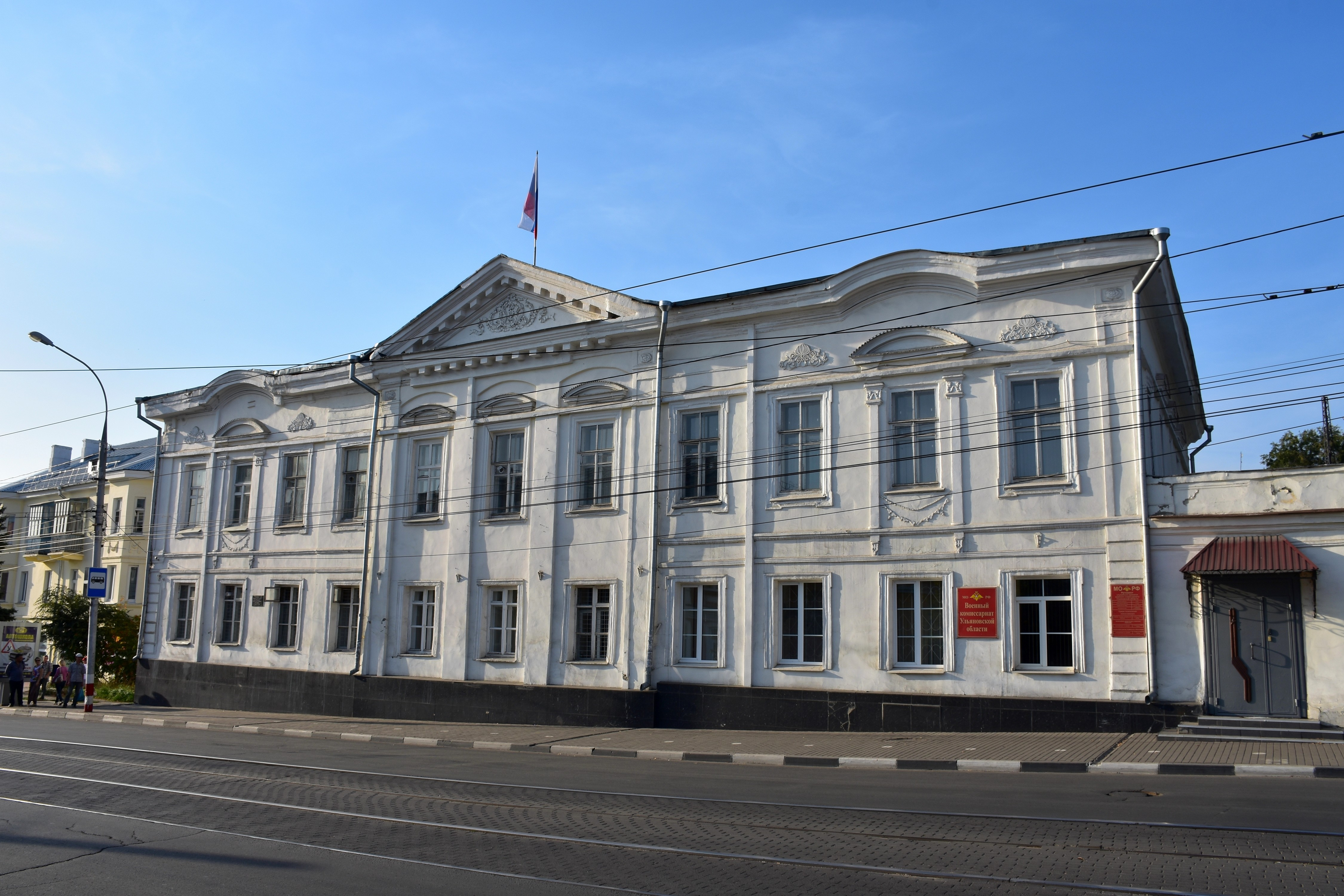
Дом Ермоловых; Дом, в котором родился поэт Языков Н. М.; Дом, где с 1860 по 1864 гг. находился пансион.

В 1860 году в Симбирск перебирается семья Фланден, где в сентябре Нина Фланден открыла «Пансион для девиц госпожи Фланден». Первоначально пансион размещался в одном из лучших зданий города — каменном двухэтажном особняке дворян Ермоловых на Московской улице (ныне улица Ленина, № 59). Но из-за большого симбирского пожара, произошедшего в августе 1864, пансион пришлось закрыть.
В 1868 году основана просветителем Яковлевым И. Я. — Симбирская чувашская учительская школа.
15 (27) августа 1869 года открылась Симбирская фельдшерская школа, ныне Медицинский колледж Ульяновского государственного университета имени А. Л. Поленова.

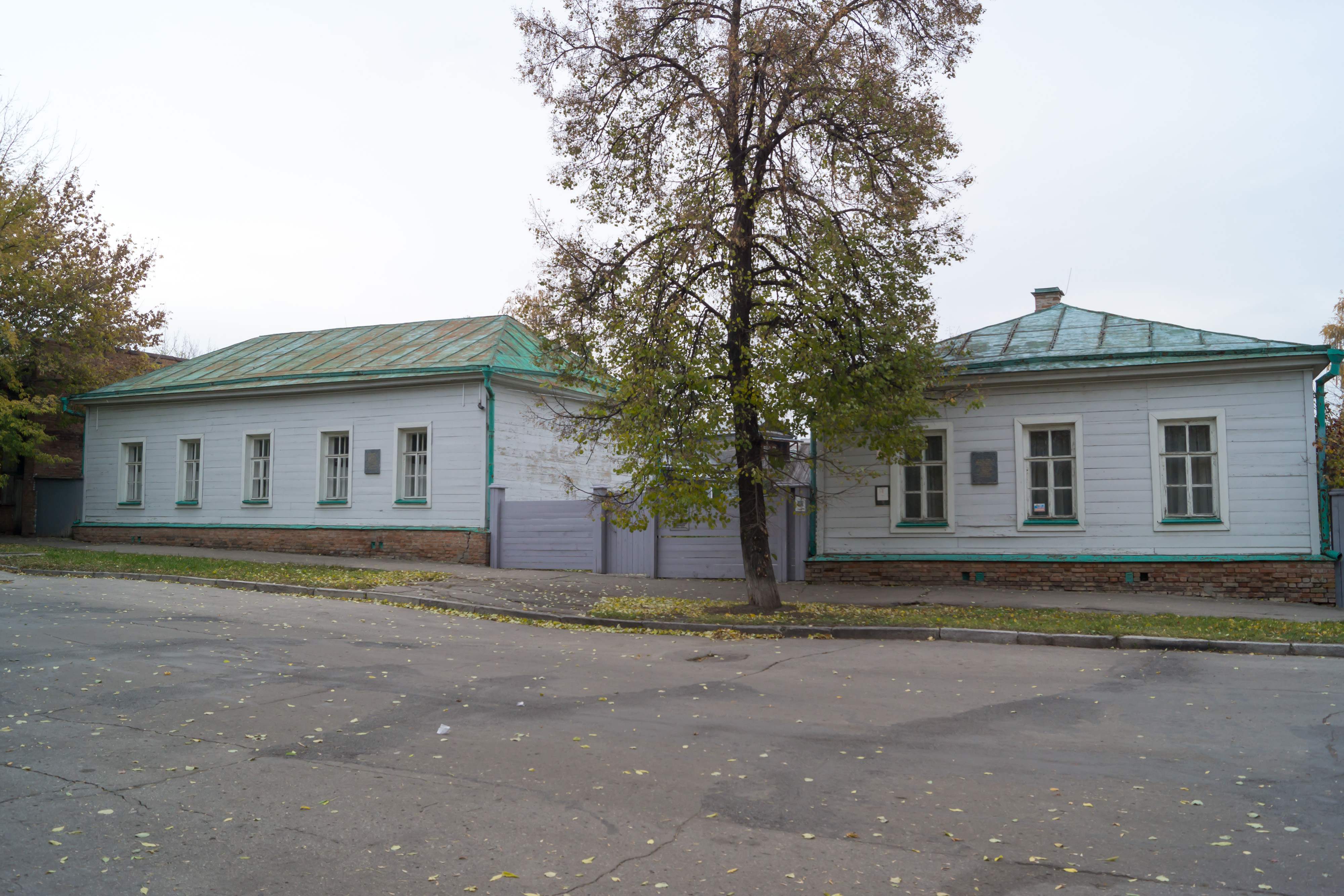
Начальное женское училище (Ульяновск, улица Энгельса, 6)

5 апреля 1871 года И. Н. Ульяновым было открыто первое женское приходское училище.

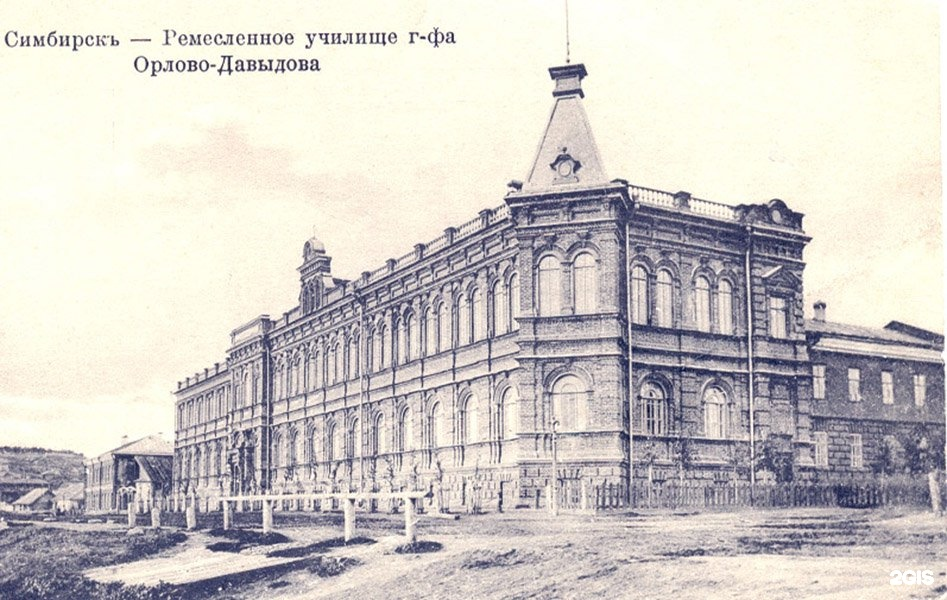
Ремесленное училище графа Орлова-Давыдова

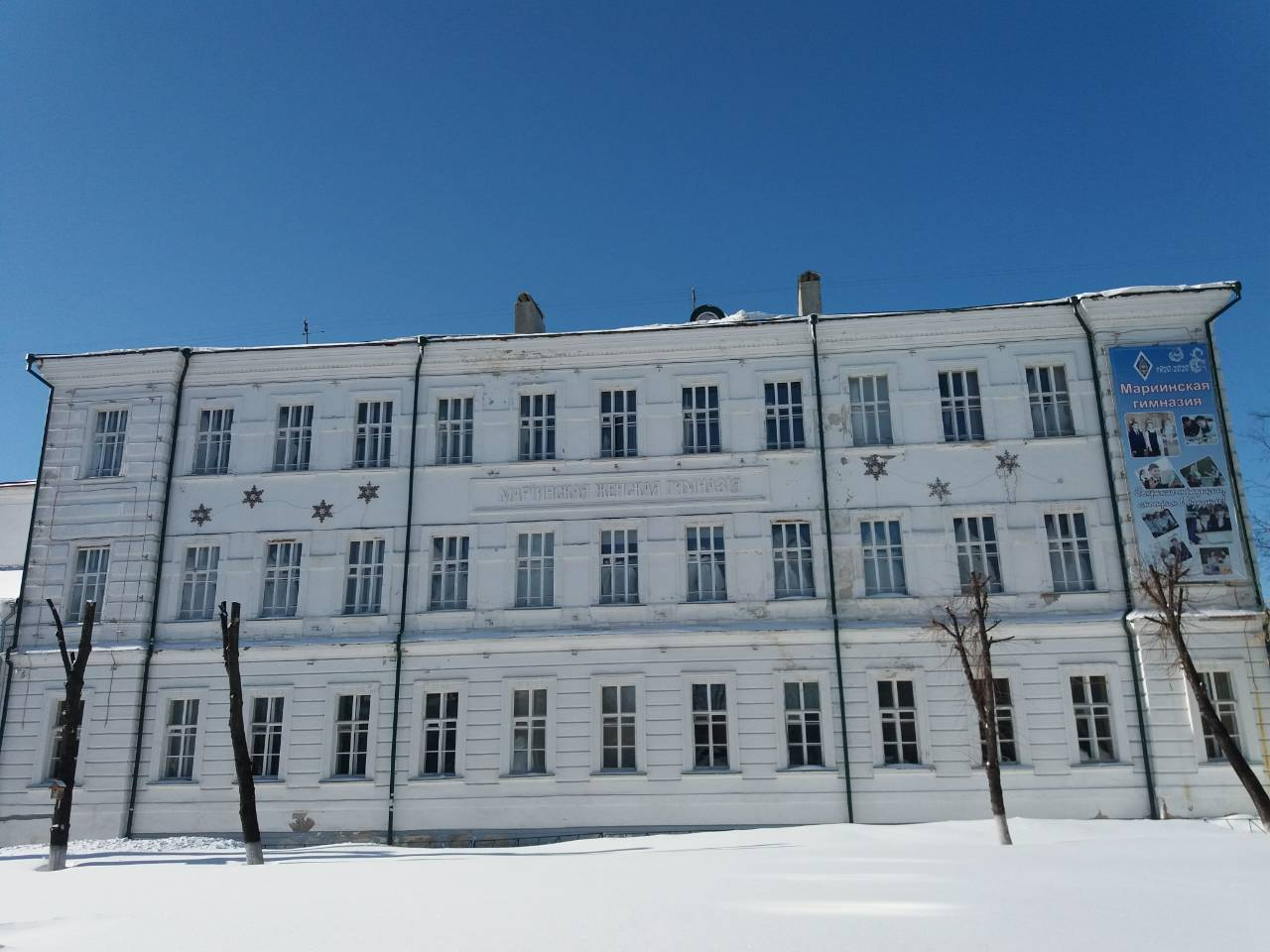
Здание Симбирской женской гимназии

В 1871 году, на средства, пожертвованные бывшим Симбирским губернатором Владимиром Владимировичем Орловым-Давыдовым и его отцом Владимиром Петровичем, было открыто Симбирское ремесленное училище графа Орлова-Давыдова. Первым его директором был назначен потомственный почётный гражданин Михаил Васильевич Андреев.

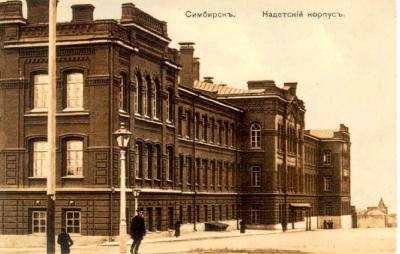
Кадетский корпус

В 1873 году в городе был учреждён Симбирский кадетский корпус.
18 сентября 1873 года было открыто 2-е мужское приходское училище, открытое И. Н. Ульяновым.
В 1874 году директором народных училищ Симбирской губернии назначен Ульянов, Илья Николаевич.
16 (28) августа 1876 года было открыто Симбирское епархиальное женское училище.
В 1886 году на должность директора народных училищ Симбирской губернии был назначен Ишерский, Иван Владимирович, на которой он проработал 22 года.
В 1895 году в Симбирске открылось второе ремесленное училище имени М. В. Лебедева.
10 (22) октября 1898 года, при поддержке отца Николая Андреевича Якубович, Таисия Николаевна Якубович открыла частную женскую гимназию — «Гимназия Т. Н. Якубович».

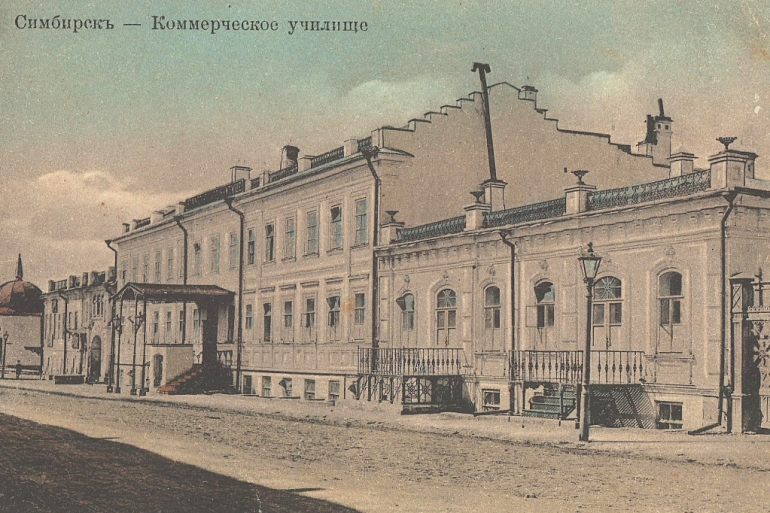
Симбирское коммерческое училище.

В 1900 году в доме Андреева (Шатрова) открылось Симбирское коммерческое училище, в котором с 1918 до 1962 года размещалась Кашкадамовская школа.
16 декабря 1903 года в городе состоялось торжественное открытие пансиона-приюта для детей потомственных дворян.
В 1911 году в Симбирске открылась вторая Симбирская мужская гимназия и вторая женская — Гимназия В. В. Кашкадамовой.

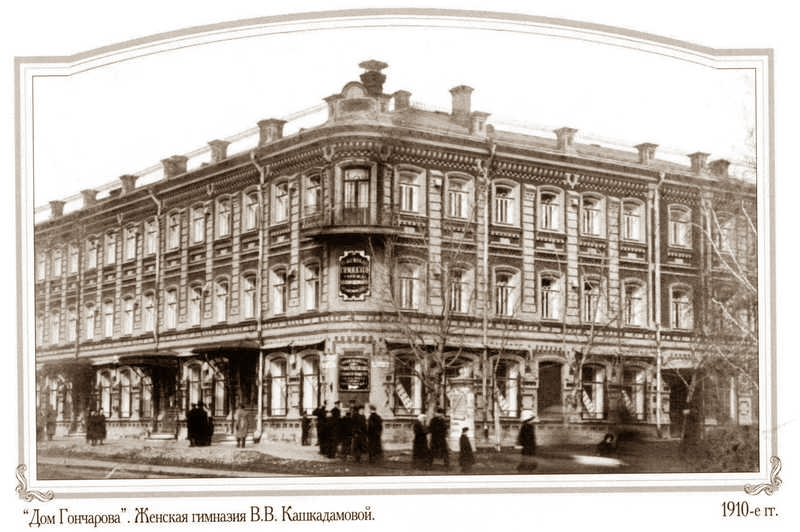
2-я женская гимназия В. В. Кашкадамовой (Симбирск).

В 1912 году открылось Симбирское землемерное училище Министерства юстиции. В этом же году открылось шестое мужское двухклассное городское училище имени Гоголя.
В июне 1917 года из польского города Кельце в Симбирск была эвакуирована женская гимназия, которая разместилась в Мариинской гимназии и Елизаветинском пансионе. Пансион пришлось закрыть, а Келецкая гимназия стала именоваться «Третьей Симбирской женской гимназией».
В феврале 1918 года в городе были открыты курсы школы взводных инструкторов РККА, ставшие в дальнейшем Ульяновским танковым училищем.
16 января 1919 года начал работу Симбирский педагогический институт, а в октябре 1920 года он был преобразован в Симбирский институт народного образования (ИНО). На пяти отделениях готовились педагоги дошкольного воспитания, учителя школ, педагоги-воспитатели по внешкольной работе и инструкторы по трудовому обучению. Осенью 1921 года институт народного образования вновь преобразован — в Практический институт народного образования (Практино), для подготовки учителей для средних школ и техникумов, инструкторов по социальному воспитанию и работников культурно-просветительских учреждений. Ректором Симбирского Практино стал профессор Московского университета А. И. Яковлев, сын просветителя чувашского народа И. Я. Яковлева. Но в 1923 году из-за гражданской войны и разрухи он был закрыт, в 1923 году он реорганизован в Ульяновский педтехникум.
В феврале 1919 года в Симбирске создан Пролетарский университет. Первым ректором университета стал Александр Семёнович Архангельский. 22 февраля 1920 года был преобразован в Симбирский государственный университет, которому было присвоено имя В. И. Ленина. Однако 23 октября 1921 года постановлением Совета народных комиссаров в связи с тяжелой социально-экономической ситуацией в регионе Симбирский государственный университет был закрыт. 1 октября 1920 года на базе университета был открыт Симбирский рабочий факультет НКП (с 1924 года — Ульяновский рабочий факультет им. В. И. Ленина). В 1939 году состоялся XXII последний выпуск Ульяновского рабфака имени В. И. Ленина.

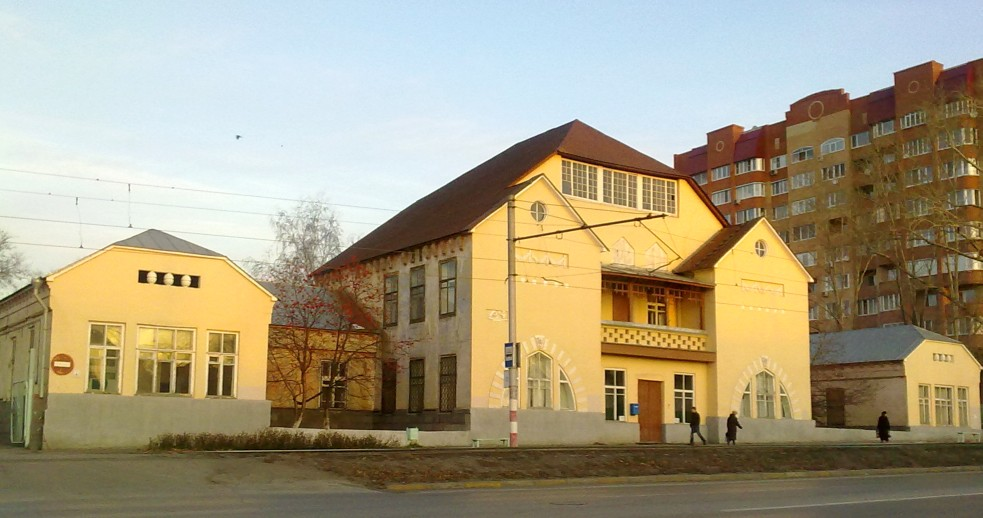
Школа огнестойкого строительства Ливчака, с 1919 г. — строительный техникум

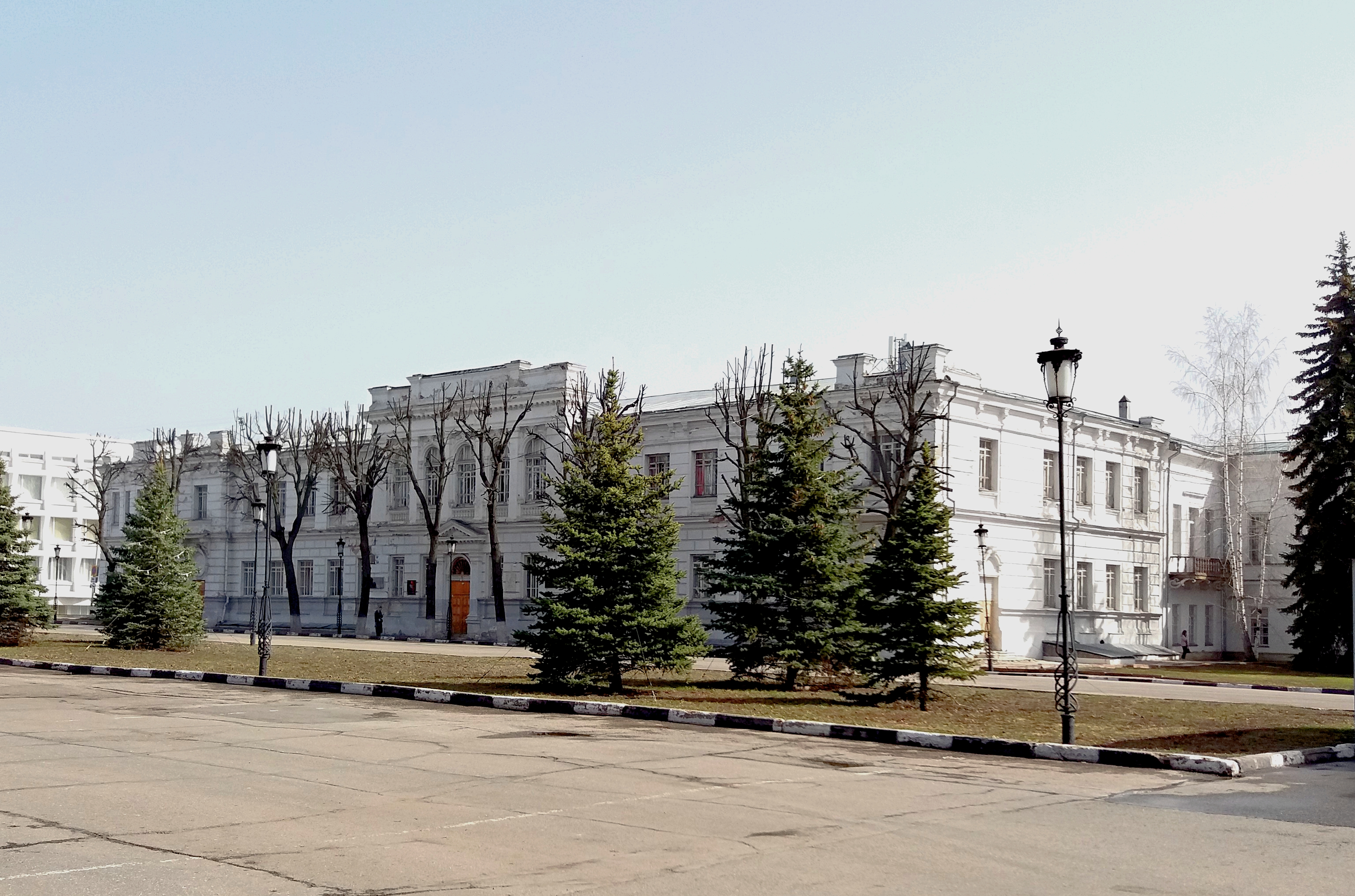
Здание факультета иностранных языков УГПУ, бывшее здание 2-й гимназии.

Весной 1919 года, в период гражданской войны, здание ремесленного училища графа Орлова-Давыдова были заняты техническими военными курсами, с 24 сентября 1920 года здесь разместился караульный батальон. Училищу были оставлены только мастерские, и занятия проводились в основном практические. В начале 1922 года в Симбирске была упразднена школа сельскохозяйственных монтеров, структура была передана профучилищу, которое стало называться «Симбирская профессиональная школа мастеров-техников имени Карла Либкнехта». В 1926 году в профшколе открылось одногодичное тракторное отделение для подготовки монтеров-механиков по тракторному делу. Через три года учебное заведение было преобразовано в тракторную школу мастеров-техников им. К. Либкнехта, а впоследствии — в Ульяновский тракторный техникум им. К. Либкнехта. Однако в 1932 году техникум был закрыт.
22 июня 1919 года на базе Школы огнестойкого строительства Ливчака открылись Политехнические курсы Губсовнархоза, в дальнейшем ставшие Ульяновским строительным колледжем.
В 1920-23 годы в городе функционировал Чувашский институт народного образования (Чувино), имея статус высшей школы. Одновременно при институте существовал Чувашский сельскохозяйственный техникум, а в 1923 году на базе Чувашского института народного образования был основан Симбирский (с 9 мая 1924 г. — Ульяновский) чувашский педагогический техникум повышенного типа. В 1925 году он преобразован в педагогический техникум обычного типа с 4-летним сроком обучения. В 1937 году он преобразован в чувашское педагогическое училище, которое было закрыто в 1956 году.
С 1920 по 1936 год в городе функционировала Советская партийная школа.
В 1930 году был открыт Ульяновский татарский педагогический техникум.
15 сентября 1930 года в г. Ульяновске при Патронном заводе № 3 им. Володарского открылся механический техникум, в дальнейшем ставшим Ульяновским электромеханическим колледжем.

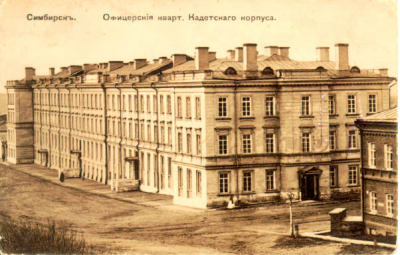
Офицерский квартал. Кадетский корпус.

В 1931 году из Самары перебазировалась Ульяновская военная авиационная школа пилотов.
25 марта 1932 года было подписано постановление СНК РСФСР № 289 «Об итогах осеннего приема 1931 года в профессионально-технические учебные заведения, о сети, контингентах приема и капиталовложениях в эти учреждения в 1932 году», которое утвердило создание 17-и педагогических вузов, в том числе — Ульяновского педагогического института, которое было открыто 1 октября 1932 года на базе педтехникума.
15 апреля 1932 года, в бывшем ремесленном училище графа Орлова, открылся 1-й Всесоюзный авиационный техникум ОСХ.
В 1936 году в городе открылась Ульяновская школа особой техники, ставшая в дальнейшем Ульяновским высшим военным инженерным училищем связи.
В августе 1939 года в городе открылась Ульяновская фармацевтическая школа, ныне Ульяновский фармацевтический колледж.
В июле 1941 года из Минска был эвакуирован Минское Краснознамённое танковое училище имени М. И. Калинина, ставшее 2-м Ульяновским Краснознамённым танковым училищем имени М. И. Калинина. А с 15 июля 1941 года начал формироваться Ульяновское военно-пехотное училище.
В 1941 году из Воронежа в село Рязаново был эвакуирован зооветеринарный институт, а 12 июля 1943 года он перебазировался в Ульяновск, где был организован Ульяновский сельскохозяйственный институт.
С февраля 1944 года при автозаводе был открыт вечерний автомеханический техникум, ныне Автомеханический техникум УлГУ.
1 октября 1945 года на базе автомобильного завода открылось ремесленное училище № 3 (РУ № 3), ныне Ульяновский профессионально-педагогический колледж.
В 1947 году открылась Ульяновская областная культурно-просветительная школа, ныне Ульяновское училище культуры.

Мемориальная доска «Гимназия Якубович»

В 1947 году из г. Балашов в Ульяновск было передислоцировано Орловское бронетанковое училище, на базу расформированного 2-го Ульяновского дважды Краснознамённого танкового училища имени М. И. Калинина, которое в декабре 1957 года переименовано во 2-е Ульяновское танковое училище имени М. В. Фрунзе. Расформировано в 1960 году.

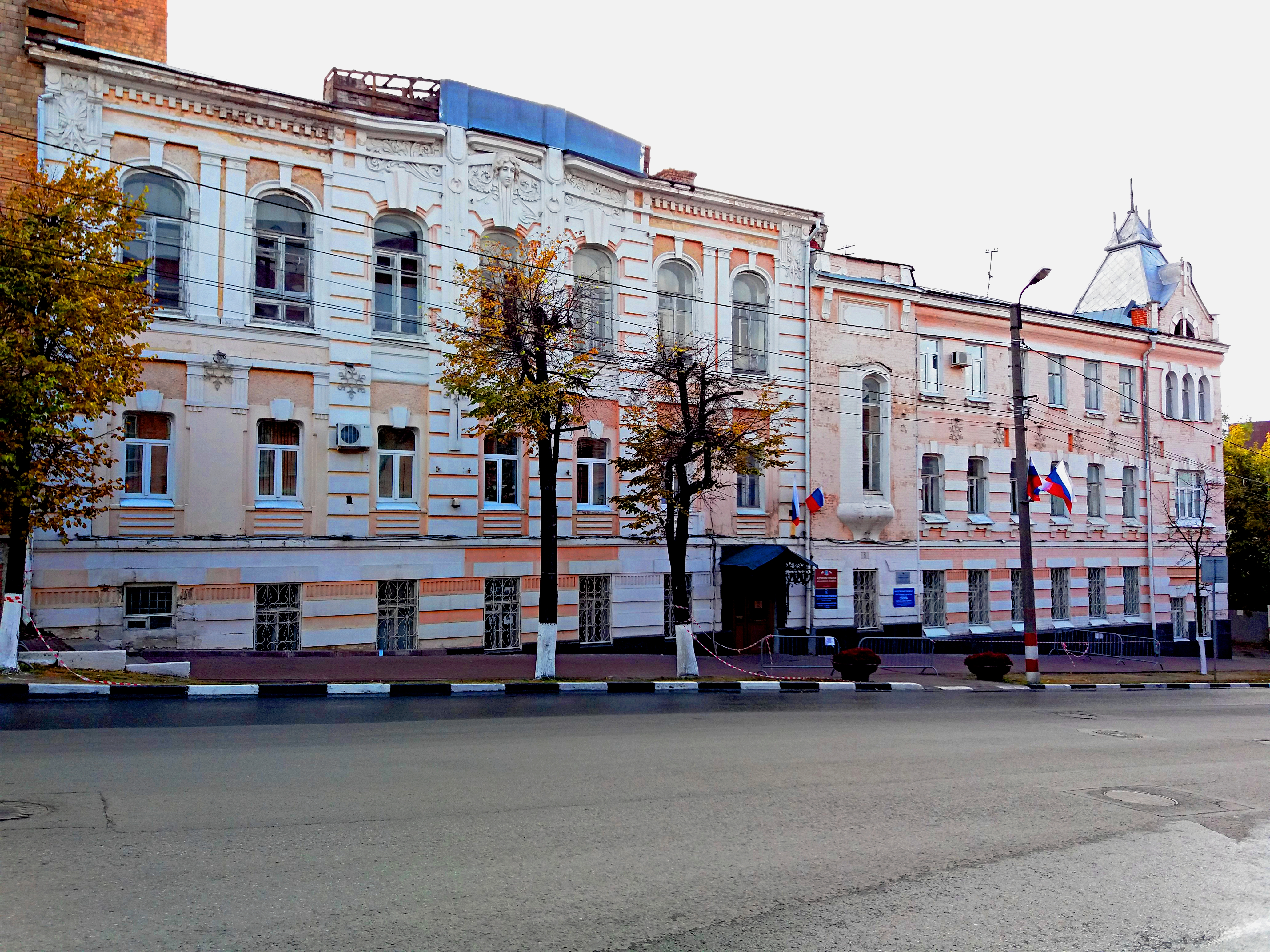
Гимназия Якубович

В 1950 году из г. Бугуруслан в г. Ульяновск была перебазирована ШВЛП, в дальнейшем ставшим Ульяновским институтом гражданской авиации имени Главного маршала авиации Б. П. Бугаева
В 1956 году в Ульяновске был открыт вечерний факультет Куйбышевского индустриального института. Постановлением Совета Министров РСФСР от 6 сентября 1957 года факультет был преобразован в вечерний политехнический институт. Постановление Совета Министров СССР от 12 июля 1962 года и в соответствии с ним Постановление Совмина РСФСР от 30 июля 1962 года об организации Ульяновского политехнического института с дневной формой обучения.
6 октября 1956 года было основано железнодорожное техническое училище № 2, в дальнейшем ставшим Ульяновским техникум железнодорожного транспорта.
4 июня 1958 года в городе основано музыкальное училище.
В августе 1960 года из города Винница (УССР) в город Ульяновск перебазируется Ульяновское высшее военно-техническое училище.
В 1967 году было создано физкультурно-педагогического училища № 3, ставшим Ульяновским физкультурно-спортивным техникумом Олимпийского резерва, ныне Ульяновское училище (техникум) олимпийского резерва.
9 июля 1985 году был создан Ульяновский авиационный колледж, ныне Ульяновский авиационный колледж — Межрегиональный центр компетенций.
11 февраля 1988 года принято Постановление Совета Министров СССР «Об организации в Ульяновске филиала Московского государственного университета имени М. В. Ломоносова», ныне Ульяновский государственный университет.
В 1994 и 2018 годах в Ульяновске состоялись Всероссийские олимпиады школьников по географии.
6 октября 2006 года, в Международный день учителя, во дворе старой гимназии, торжественно открылась областная «Аллея славы учителей Ульяновской области», а в 2007 году на Аллее был открыт памятник учителю.
С 2009 года в Ульяновске проходят региональные Дельфийские игры, после которых победители участвуют в молодёжных Дельфийских играх России. А с 2 апреля 2021 года в Ульяновской областной библиотеке для детей и юношества имени С. Т. Аксакова прошли Первые детские Дельфийские игры.
20-26 апреля 2016 года в Ульяновске прошёл заключительный этап Всероссийской олимпиады школьников по биологии.
3—9 апреля 2020 и 23—28 марта 2021 года в городе прошли XX и XXI Всероссийские олимпиады школьников по истории.
Учащиеся гимназий и школ города становились призёрами Всероссийской гуманитарной телевизионной олимпиады «Умницы и умники».

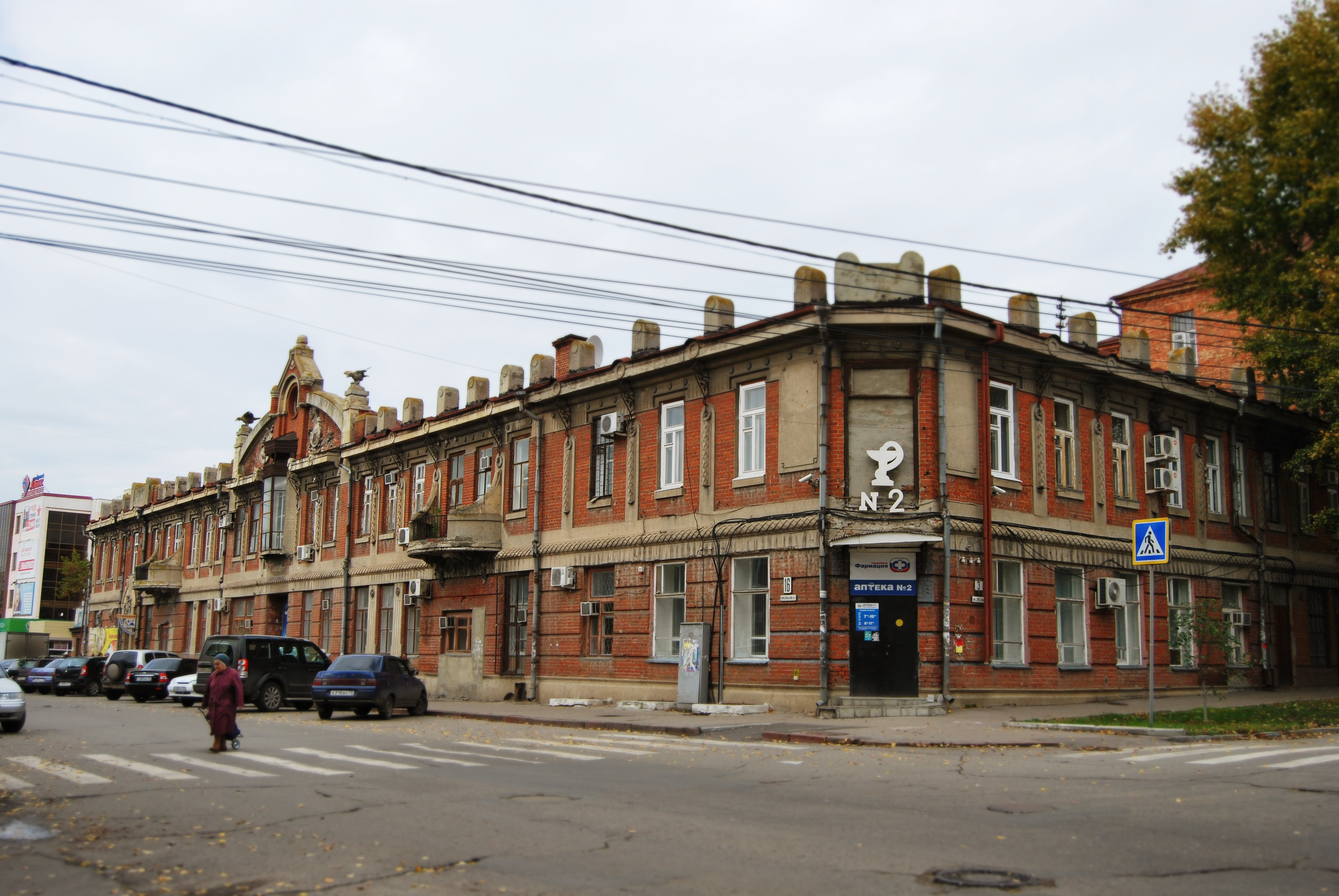
Бывшее здание землемерного училища (ул. Энгельса, 3).
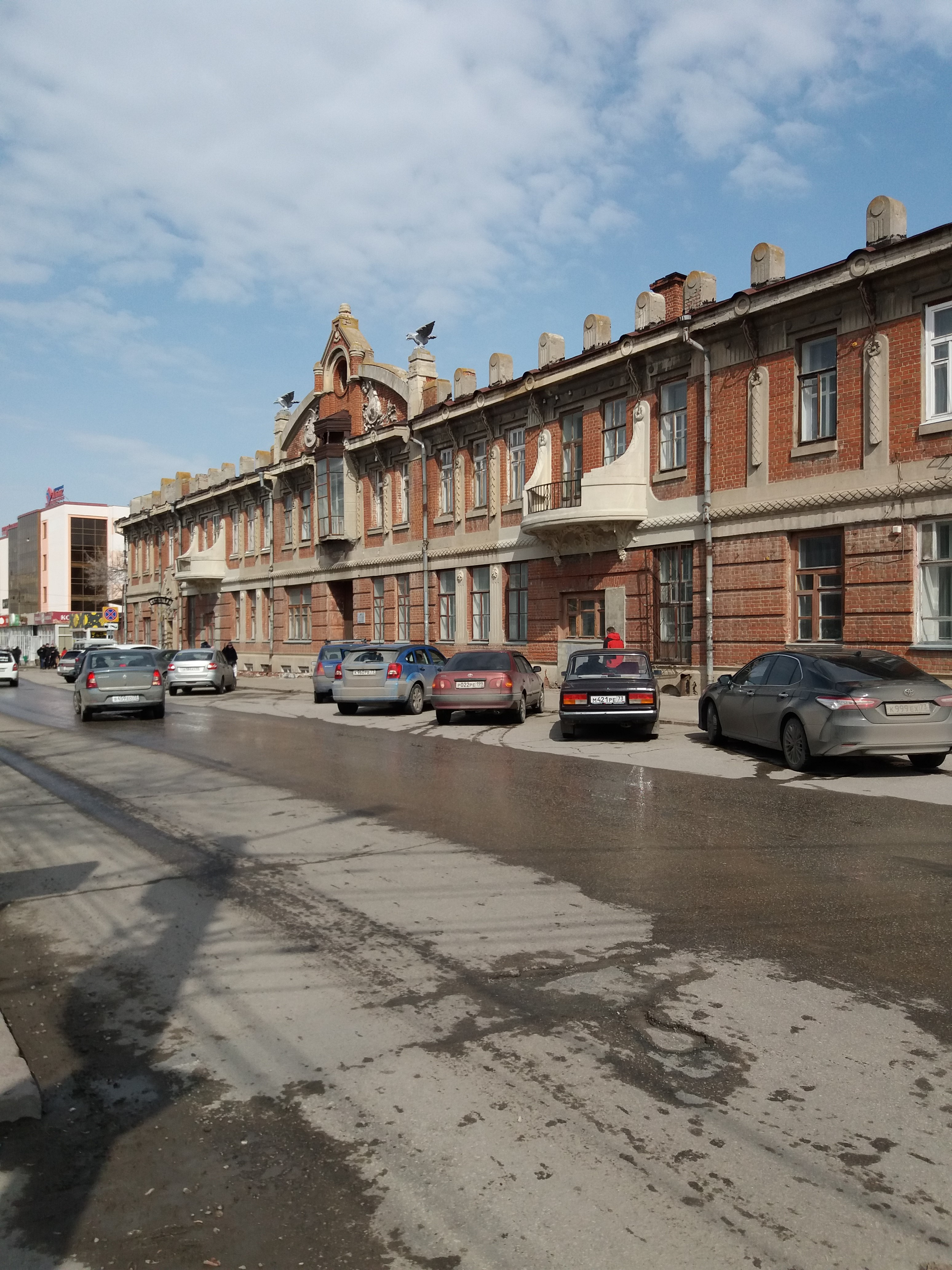
Бывшее здание землемерного училища.
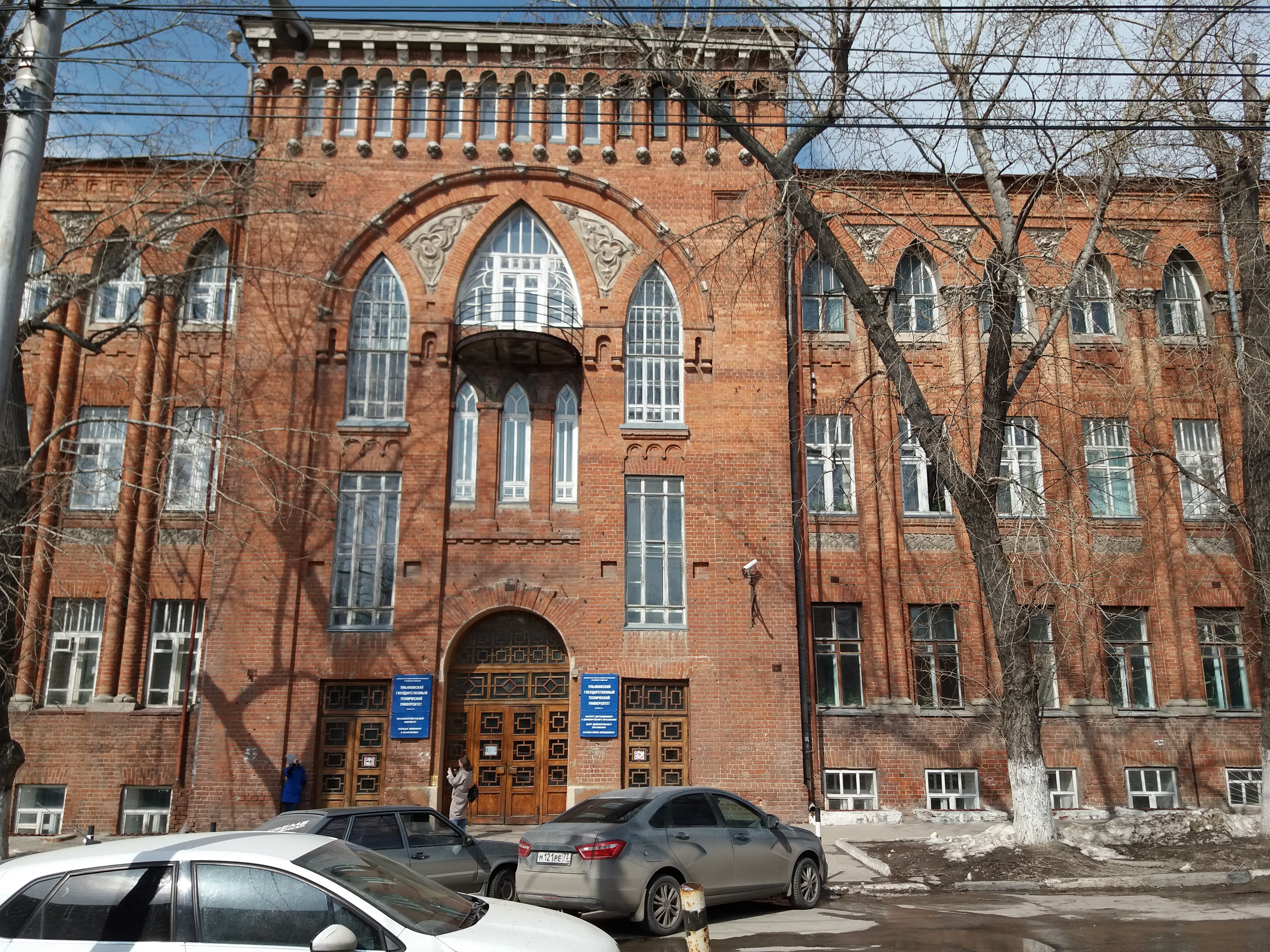
Бывшее здание землемерного училища, ныне УГТУ.
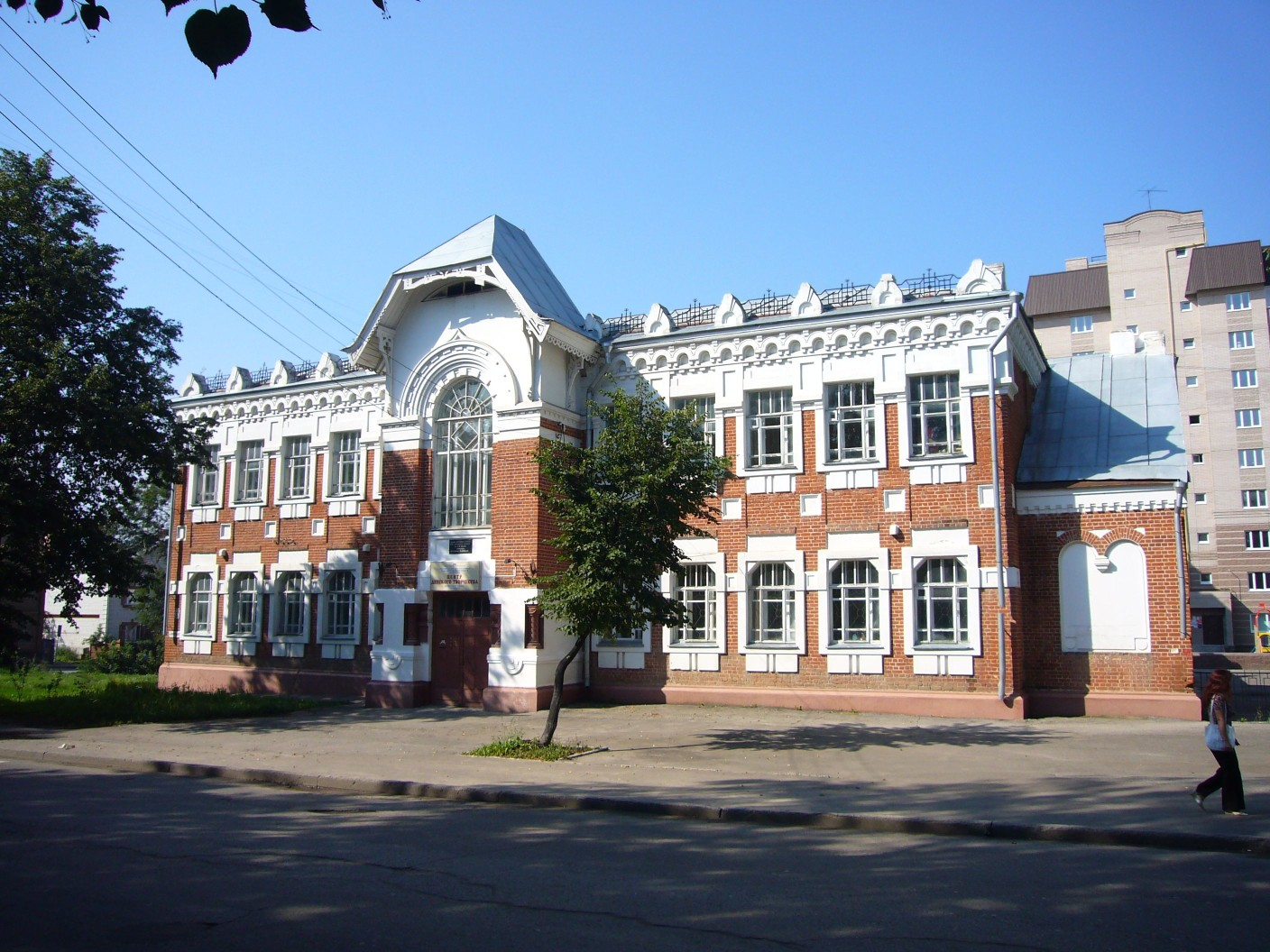
Бывшее здание городского училища имени Н.В. Гоголя. 1910-1912 гг. Арх. Ф.О. Ливчак, Ф.Е. Вольсов, ныне ДМ Ленинского района.
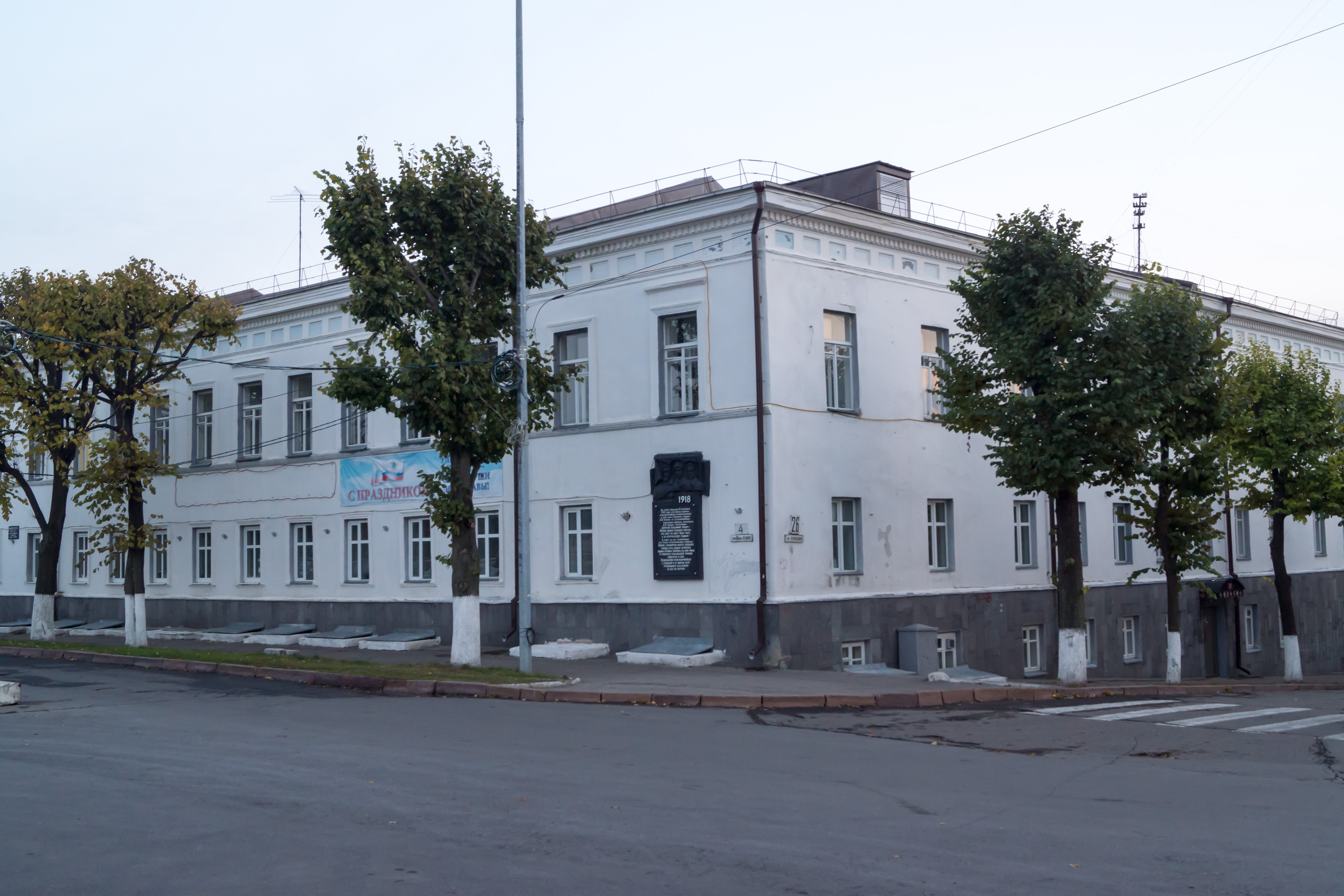
Здание женского епархиального училища (ул. Плеханова, 21).
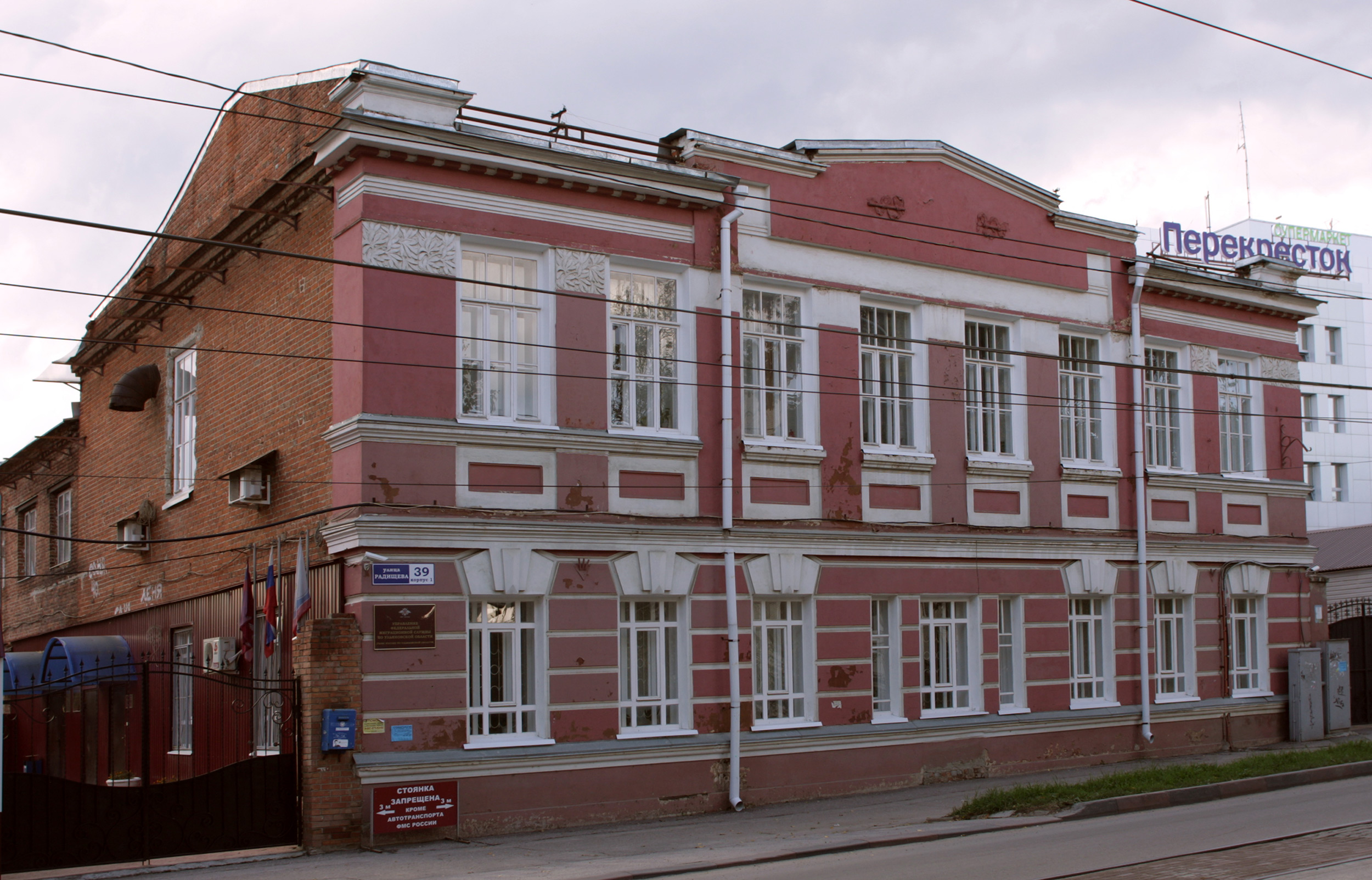
Здание ремесленного училища, построено в 1914 году на средства мещанина М. В. Лебедева.
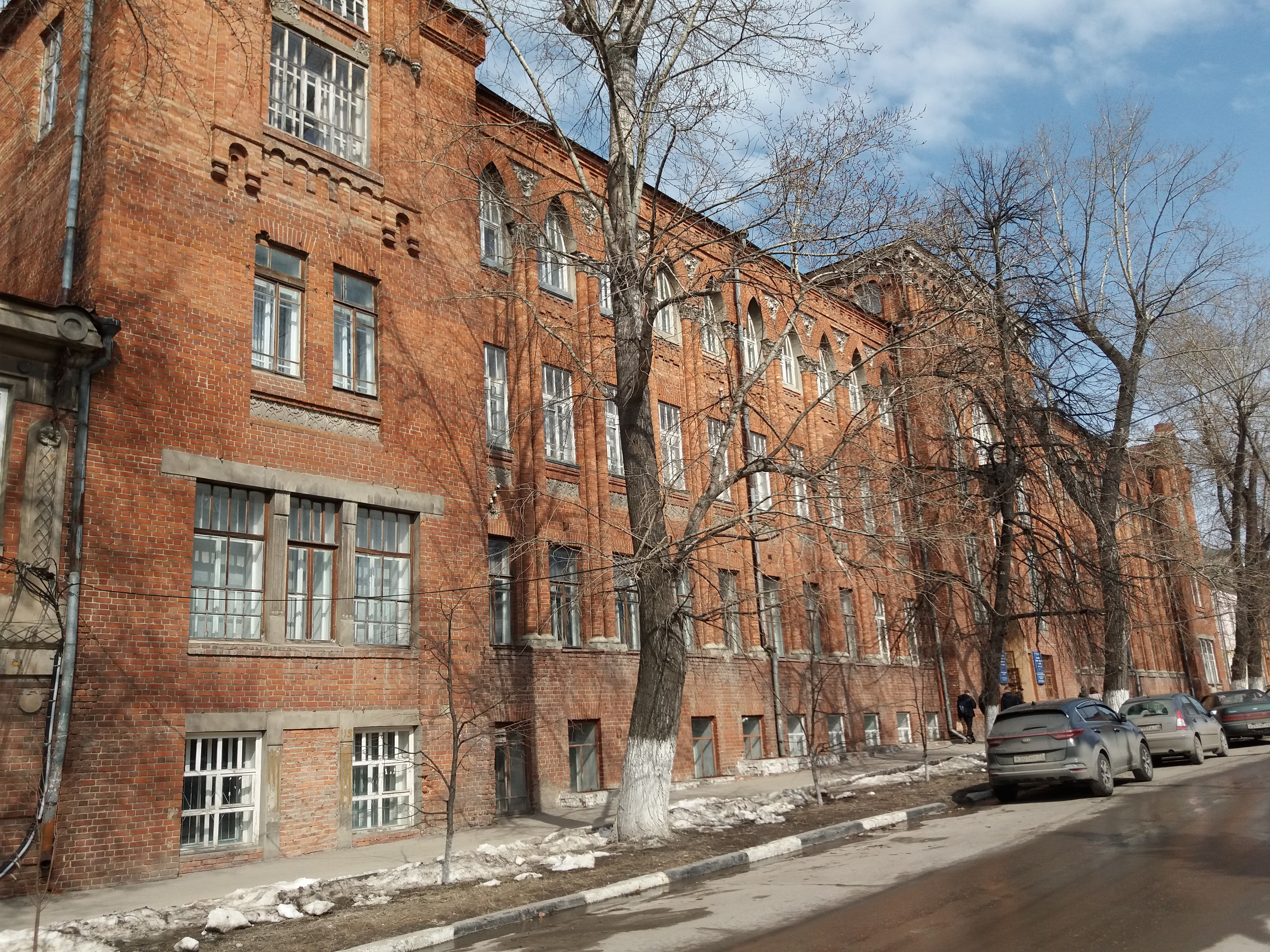
Здание землемерного (межевого) училища, ныне машиностроительный факультет УГТУ.
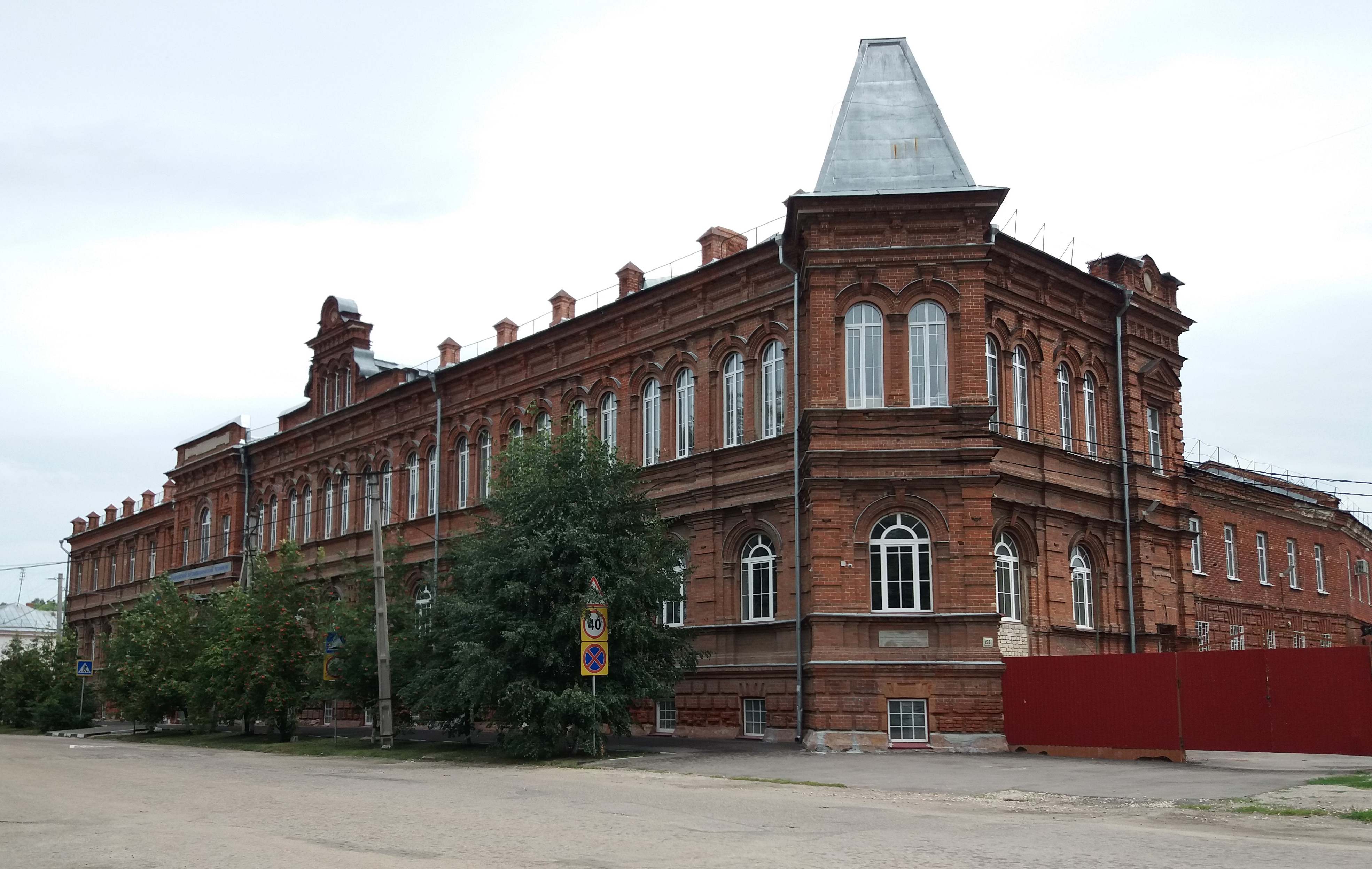
Ремесленное училище графа Орлова, ныне здание УАМТ.
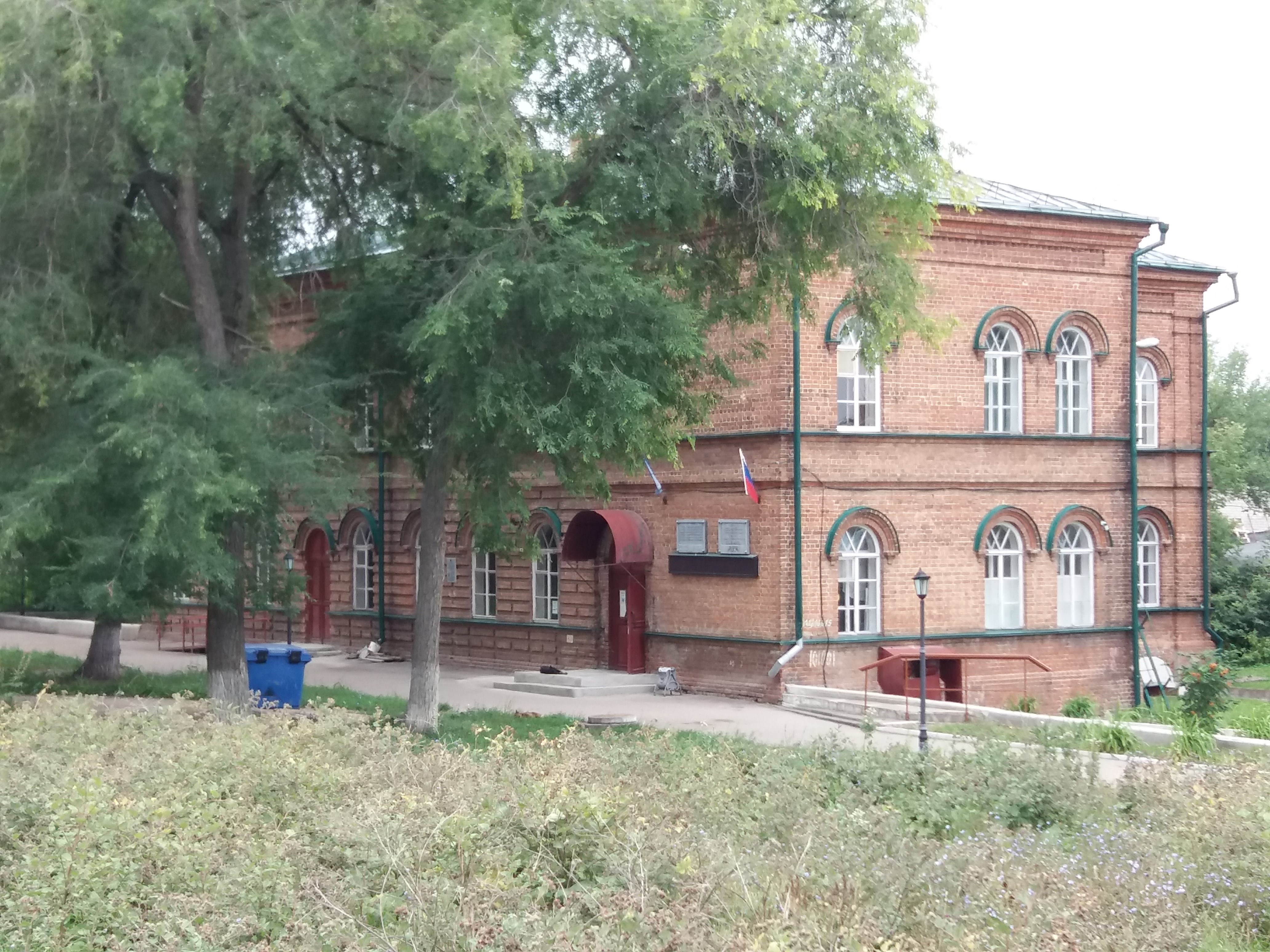
Симбирская чувашская учительская школа
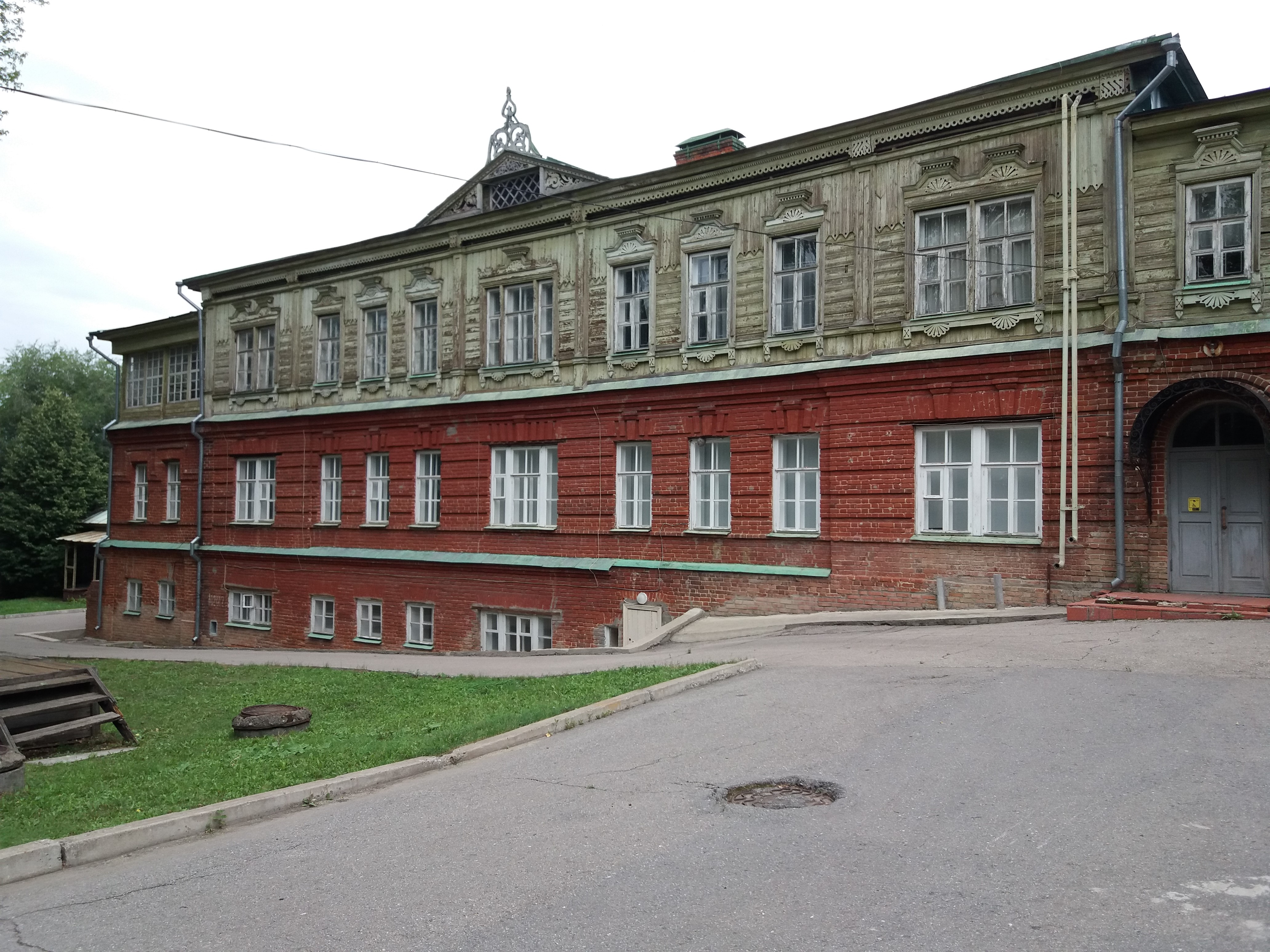
Чувашская учительская школа.
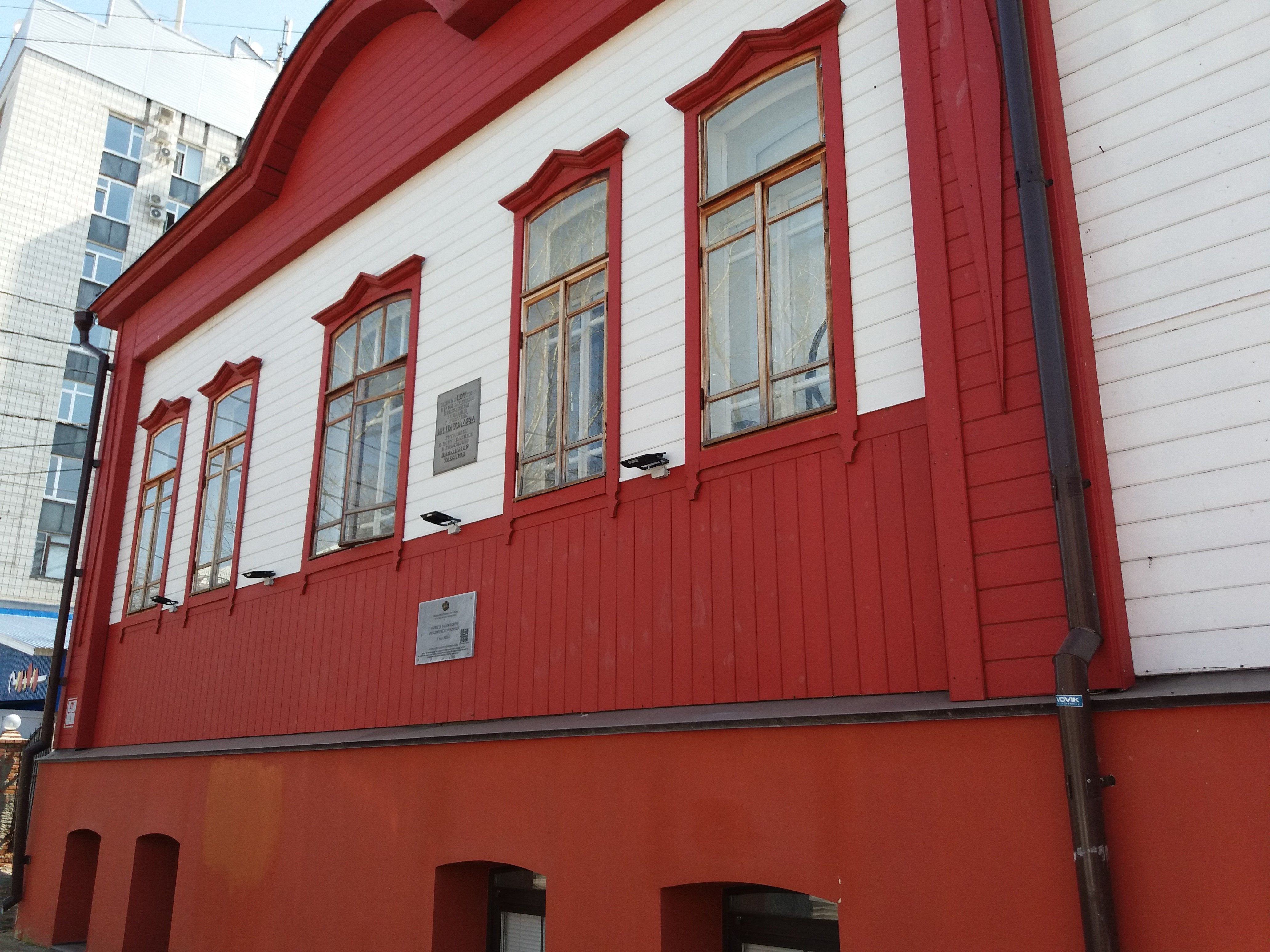
1-е мужское приходское училище.
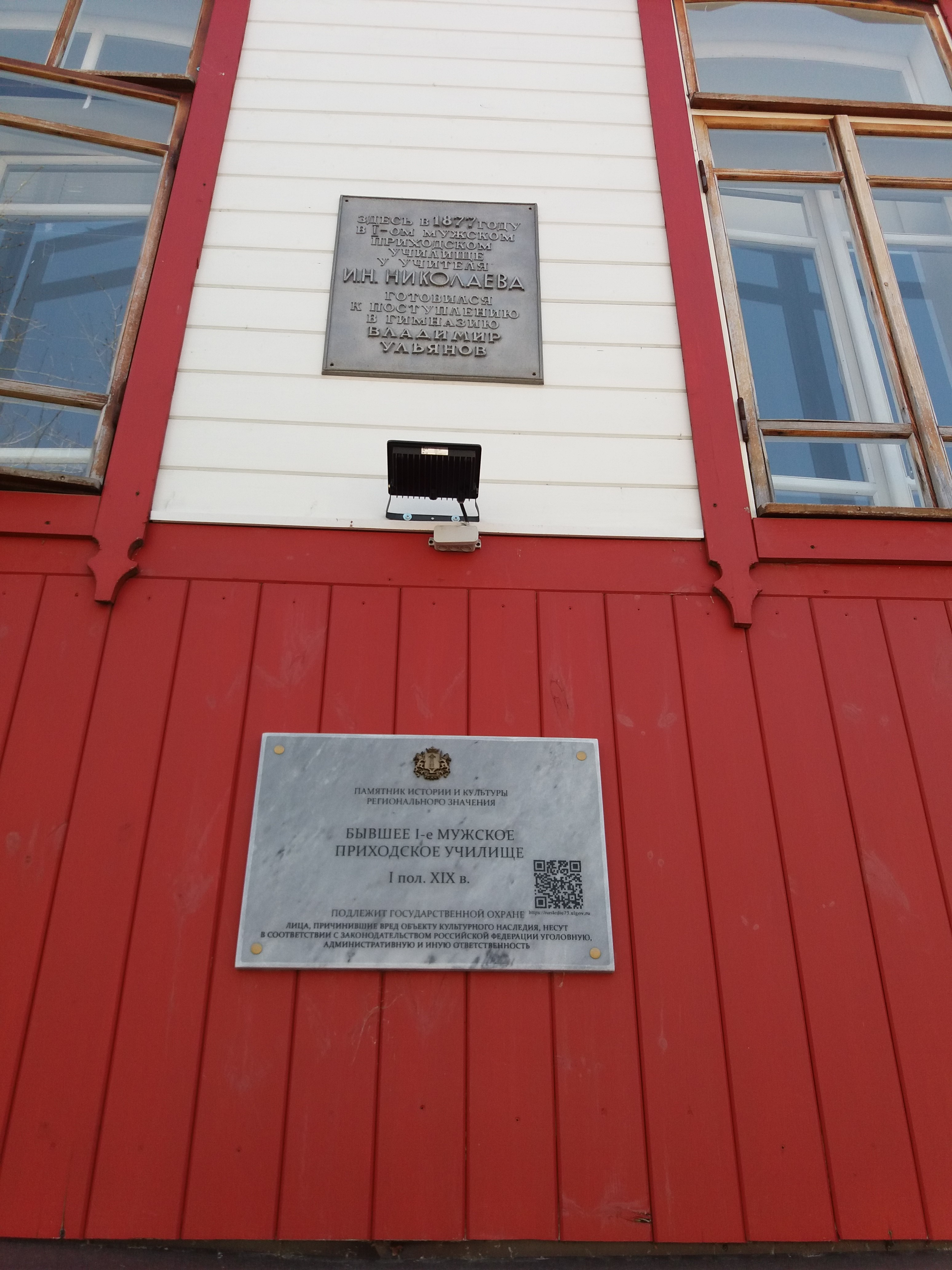
Мемориальная доска 1-го мужского приходского училища.
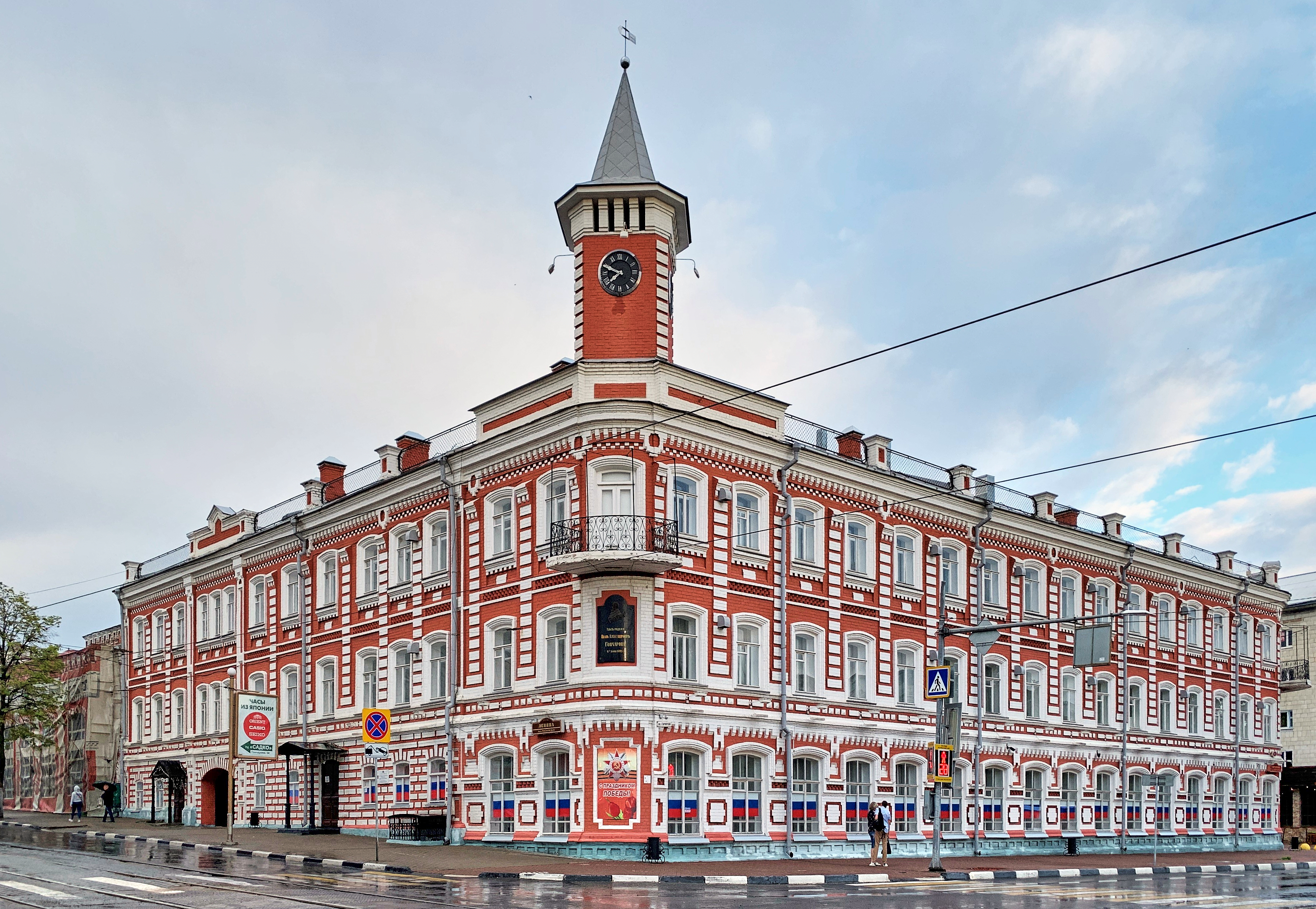
Дом Гончарова, с 1912 г. в нём разместилась гимназия В. В. Кашкадамовой, с 1918 г. — 9-я школа.

## Список учебных заведений

###### Высшие учебные заведения
- Ульяновский государственный университет,
- Ульяновский государственный технический университет,
- Ульяновский государственный педагогический университет имени И. Н. Ульянова,
- Ульяновский государственный аграрный университет имени П. А. Столыпина
- Ульяновский институт гражданской авиации имени Главного маршала авиации Б. П. Бугаева,
- Ульяновское гвардейское высшее танковое командное училище имени В. И. Ленина (переформировано в 1991 году в Ульяновское гвардейское суворовское военное училище),
- Ульяновское высшее военное инженерное училище связи имени Г. К. Орджоникидзе (филиал) (с 1936 г., закрыто в 2008 г.),
- Ульяновское высшее военно-техническое училище имени Богдана Хмельницкого (филиал) (закрыто в 2011 году),
- 2-е Ульяновское дважды Краснознаменное танковое училище имени М. И. Калинина, (с 1941 г., расформировано в 1947 г.),
- 2-е Ульяновское танковое ордена Ленина, Краснознамённое училище имени М. В. Фрунзе (с 1947 г., расформировано в 1960 г.),Институт авиационных технологий и управления УлГТУ (ИАТУ)

Институт авиационных технологий и управления УлГТУ (ИАТУ)

- Ульяновское военное пехотное училище, (с 1941 г., расформировано в 1946 г.)[105][106][107],
- Ульяновская военная авиационная школа пилотов, (с 1931 г., расформирована в 1945 г.)[108],
- Ульяновский филиал Всесоюзного юридического заочного института (с 1974 по 1990 гг.)[109],
- Симбирский государственный университет (с 1919 по 1923 гг.).
- Ульяновский филиал Московского института повышения квалификации при МГТУ им. Баумана,
- Ульяновский филиал Московского педагогического государственного университета,
- Ульяновский филиал Современной гуманитарной академии,
- Ульяновский филиал Московского финансово-юридического университета (МФЮА); в марте 2015 реорганизован в Региональный Центр Доступа (РЦД)[110].
- Ульяновский филиал Института международного права и экономики имени А. С. Грибоедова[111].
- Ульяновский филиал Российской академии народного хозяйства и государственной службы при Президенте Российской Федерации,
- Ульяновский филиал Международного славянского института.
- Институт авиационных технологий и управления УлГТУ (ИАТУ),
- Институт дистанционного и дополнительного образования УлГТУ,

Также в городе функционируют: колледжи, техникумы и профессиональные училища, 84 общеобразовательных и специализированных школ, гимназий и лицеев, 14 организации дополнительного образования, 130 детских дошкольных учреждений, научно-исследовательские и проектные учреждения.

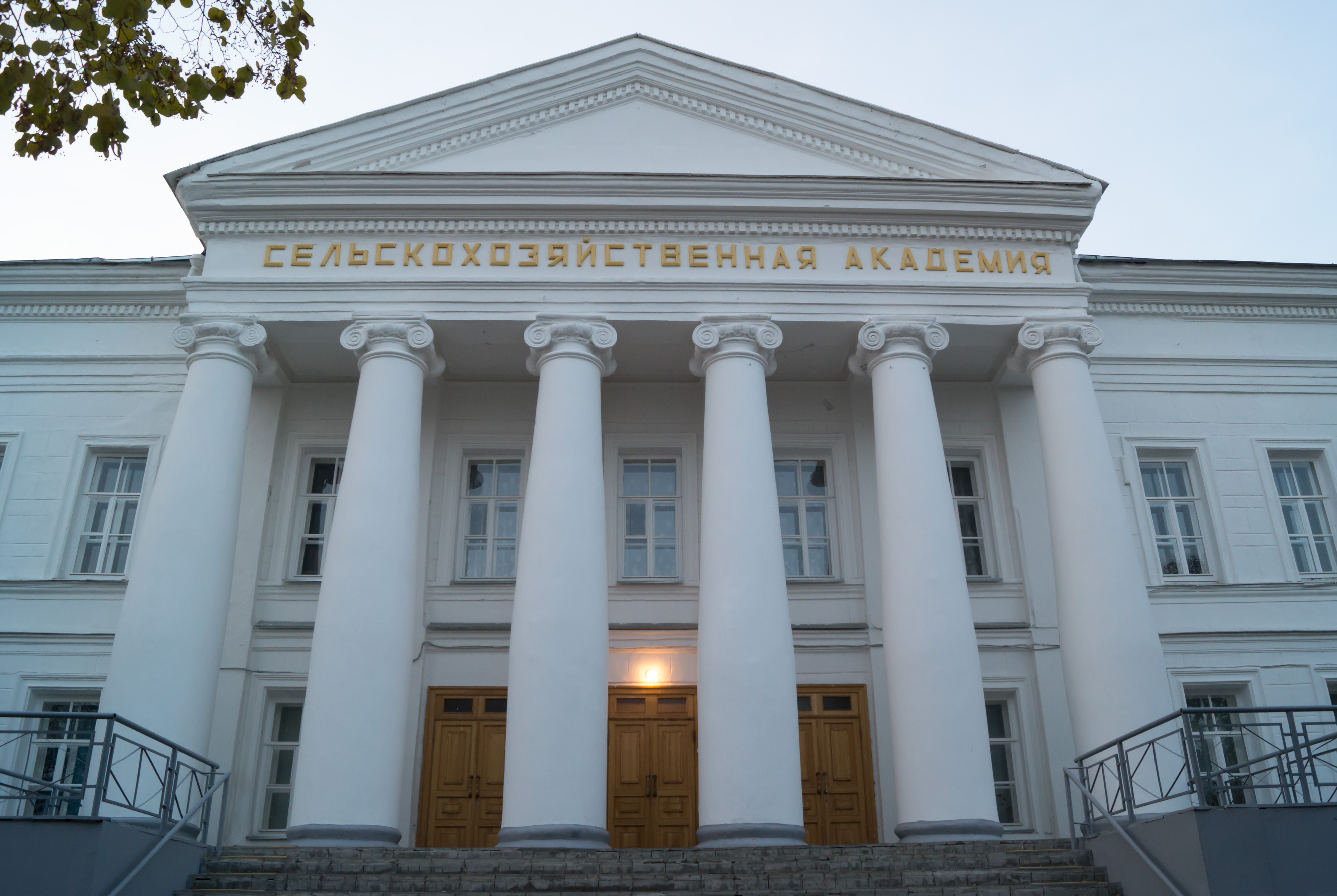
Ульяновский государственный аграрный университет.
Ульяновский институт гражданской авиации
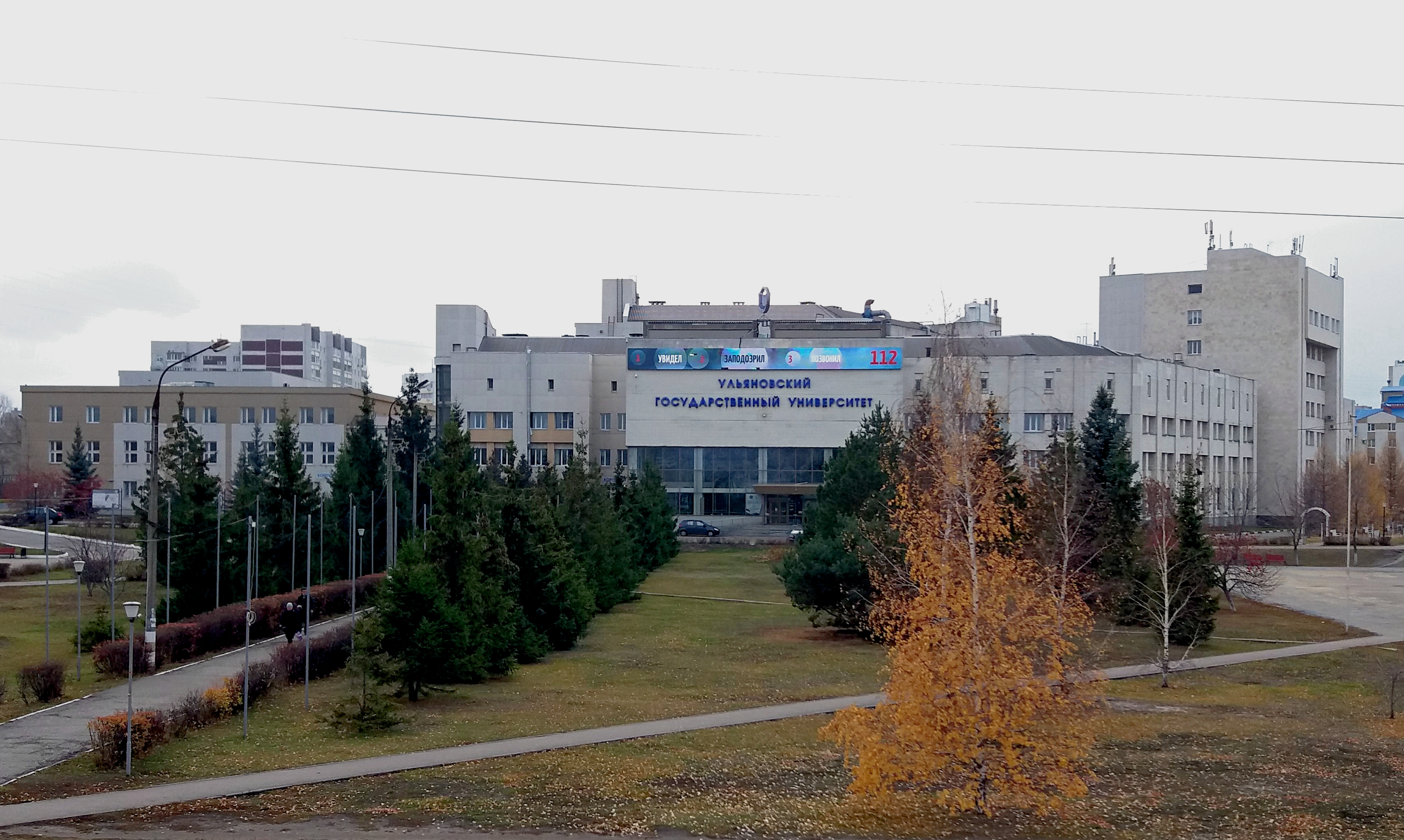
Ульяновский государственный университет.
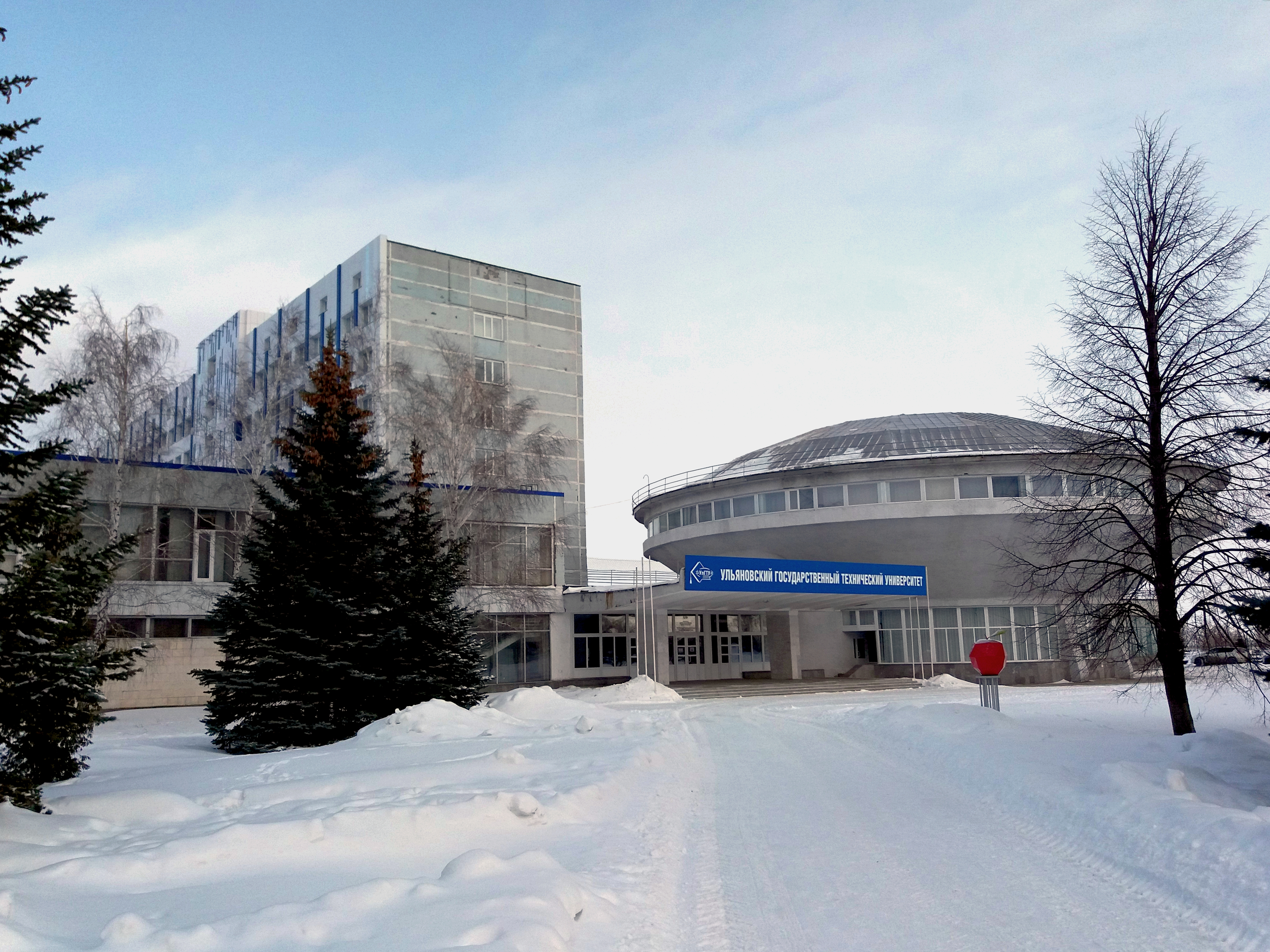
Ульяновский государственный технический университет.

###### Средние специальные учебные заведения
- Ульяновский техникум питания и торговлиУльяновский авиационный колледж[115]

Ульяновский техникум питания и торговли

- Ульяновский автомеханический техникум (открыт в 1944 г., с 2009 г. — филиал УлГУ)[116][117]
- Современный открытый колледж СОКОЛ (филиал УлГУ),

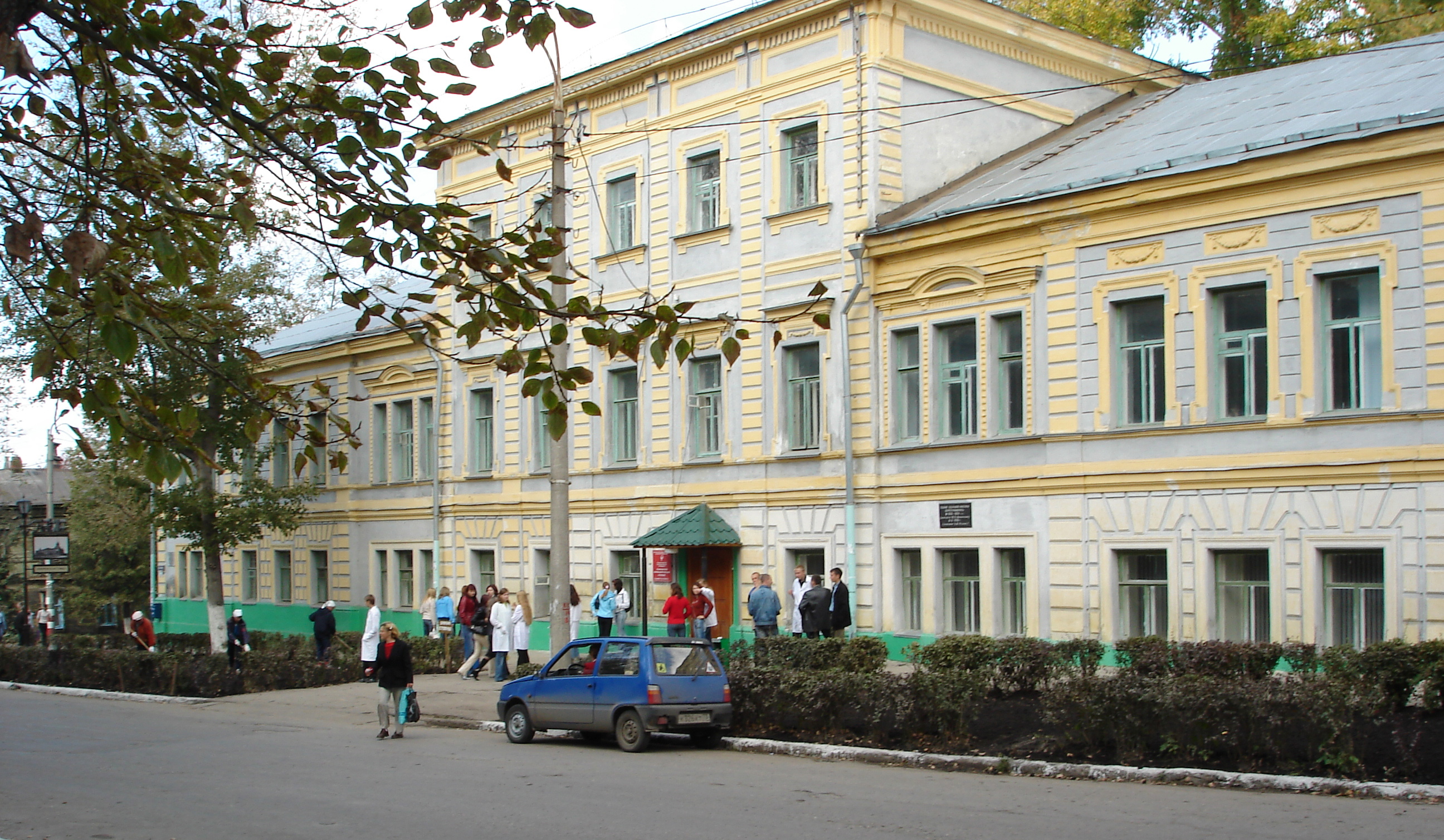
Ульяновский фармацевтический колледж

- Ульяновский фармацевтический колледжУльяновский фармацевтический колледж,
- Ульяновский техникум питания и торговли[118],
- Колледж экономики и информатики (КЭИ) УлГТУ,
- Ульяновский ордена «Знак Почета» электромеханический колледж (открыт в 1930 г.)[119],

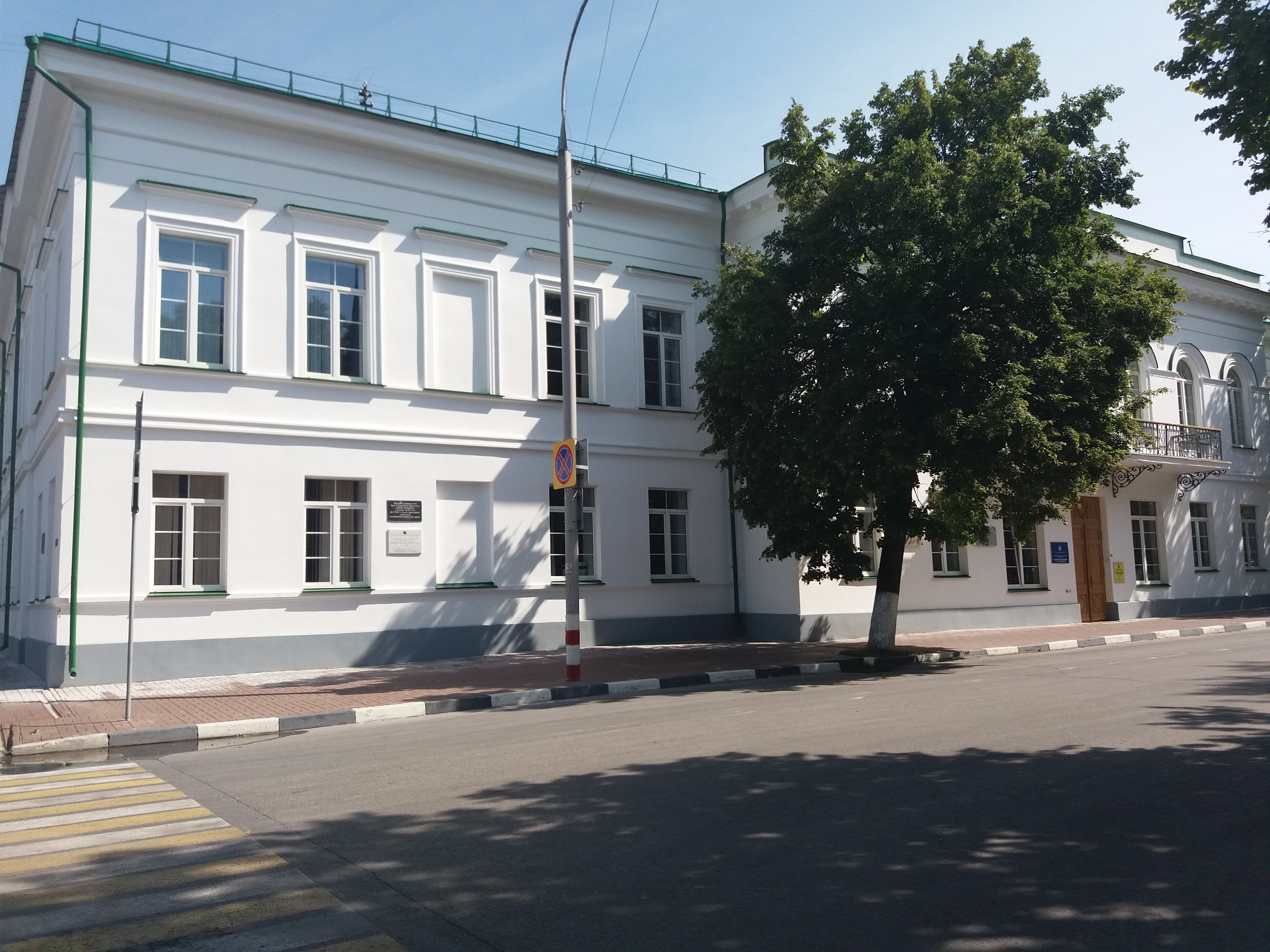
Ульяновское музыкальное училище им. Г. И. Шадриной

- Ульяновское музыкальное училище им. Г. И. ШадринойУльяновское музыкальное училище им. Г. И. Шадриной (С 2004 г. — структурное подразделение УГУ),
- Ульяновский колледж культуры и искусства (бывшее Ульяновское училище культуры),
- Ульяновское училище олимпийского резерва,
- Ульяновский сельскохозяйственный техникум (открыт в 1930 г.)[120]
- Ульяновский техникум экономики и права Центросоюза Российской Федерации[121],
- Ульяновский технический колледж,
- Ульяновский техникум железнодорожного транспорта[122][123][124],
- Ульяновский социально-педагогический колледж[125],
- Ульяновский строительный колледж[126][127][128], с 13.07.2021 г. переименовано в «Ульяновский колледж градостроительства и права»[129].
- Ульяновское педагогическое училище № 3,
- Ульяновский педагогический колледж № 4[130],
- Ульяновский профессионально-педагогический колледж[131],
- Ульяновский колледж искусств, культуры и социальных технологий (бывший Ульяновский музыкально-педагогический колледж № 2)[132]
- Ульяновский медицинский колледж № 2,
- Торгово-экономический техникум Ульяновского облпотребсоюза,
- Ульяновский техникум отраслевых технологий и дизайна (быв. Техникум лёгкой промышленности и дизайна)[133].
- Колледж государственной и муниципальной службы Филиал в городе Ульяновске[134][135]

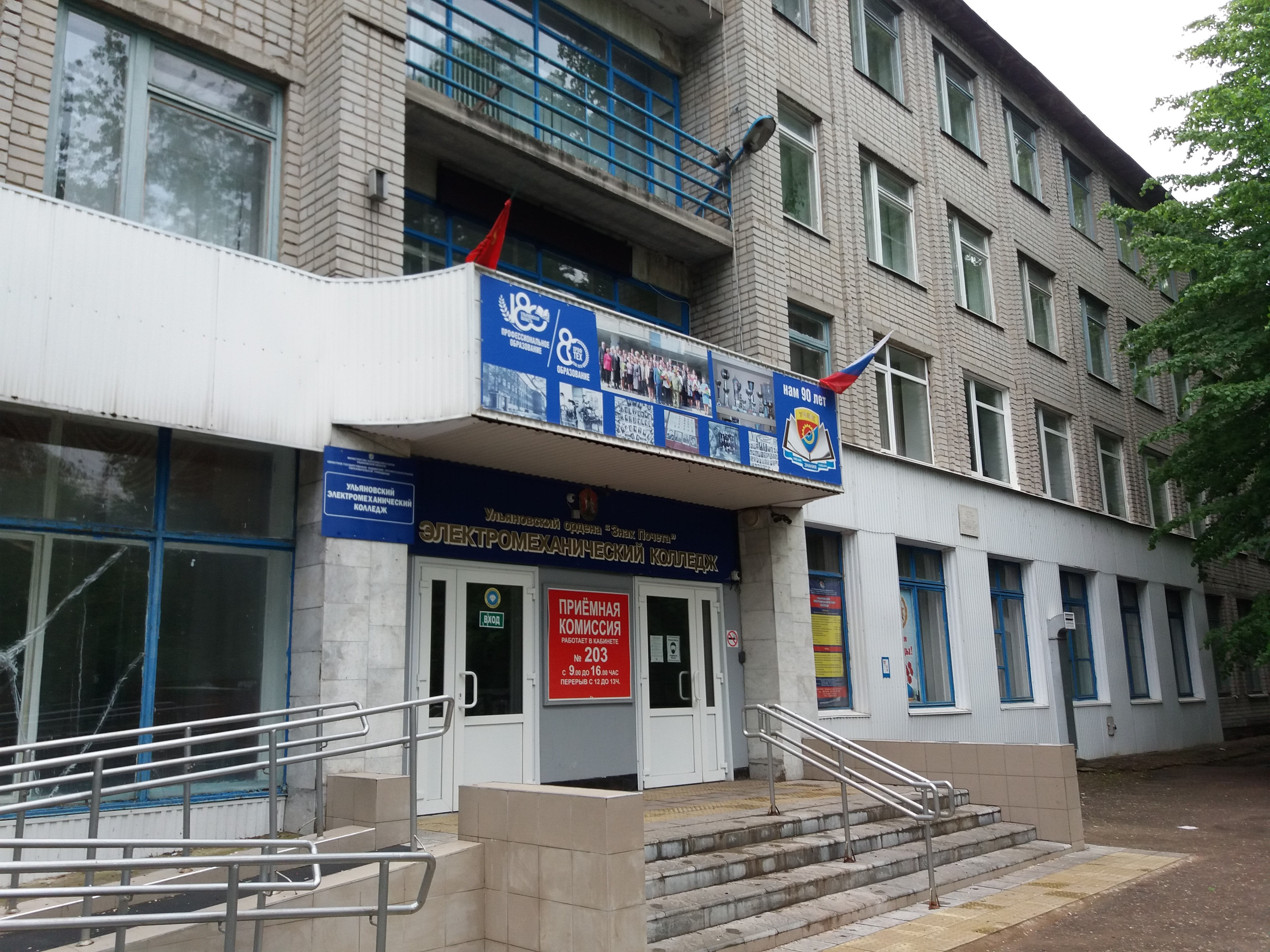
Ульяновский электромеханический колледж
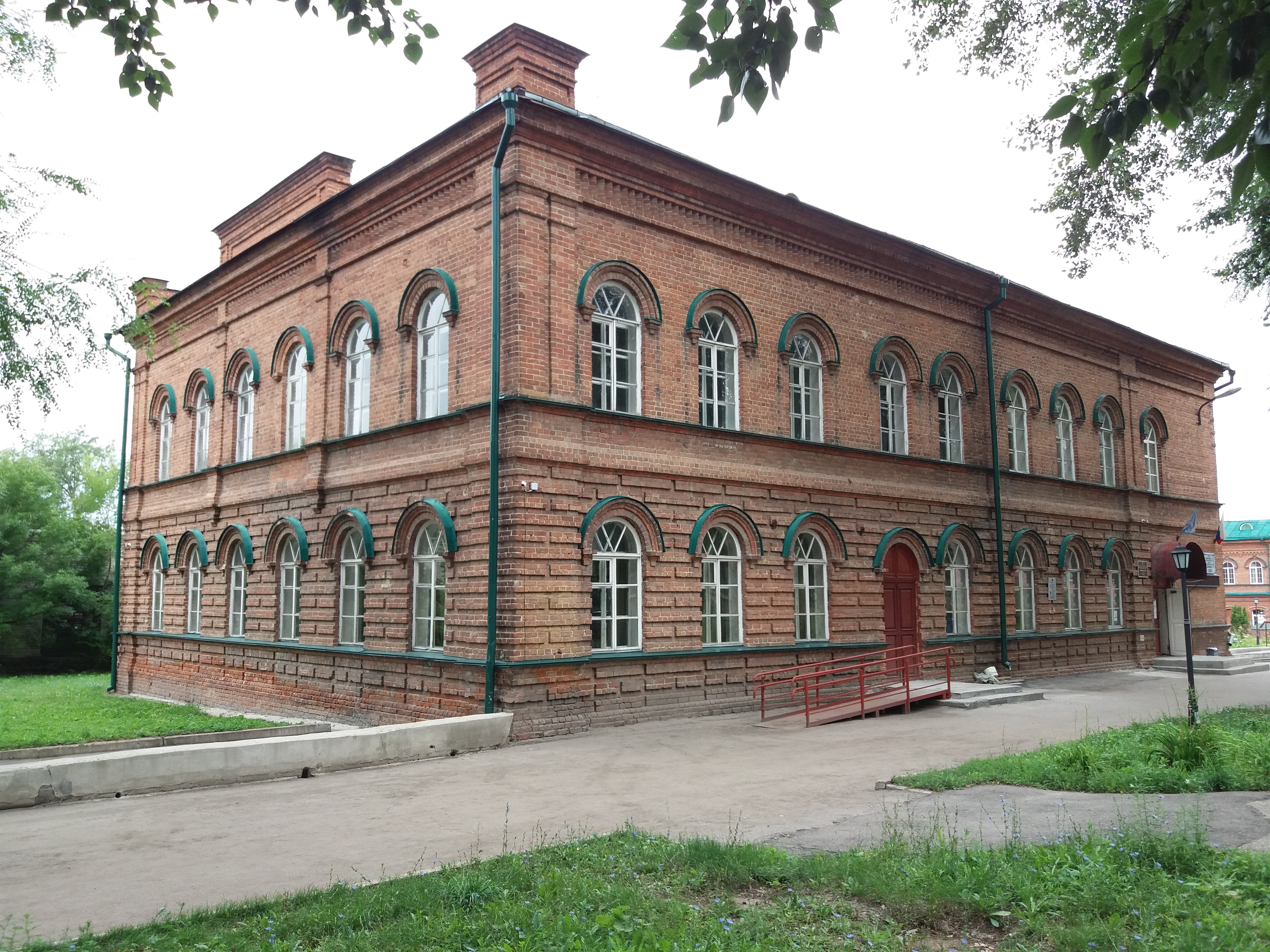
Ульяновский колледж культуры и искусства
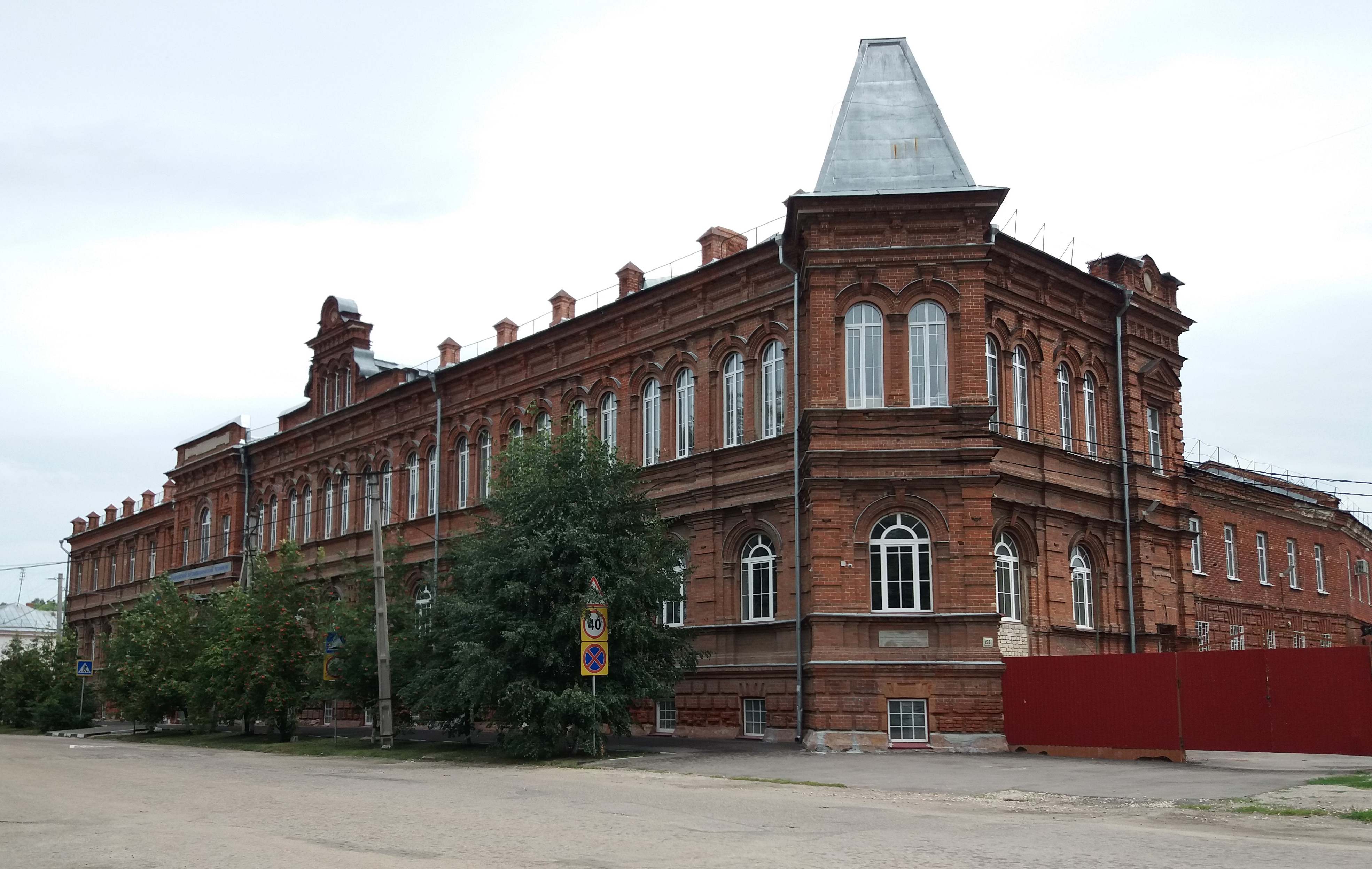
Ульяновский автомеханический техникум
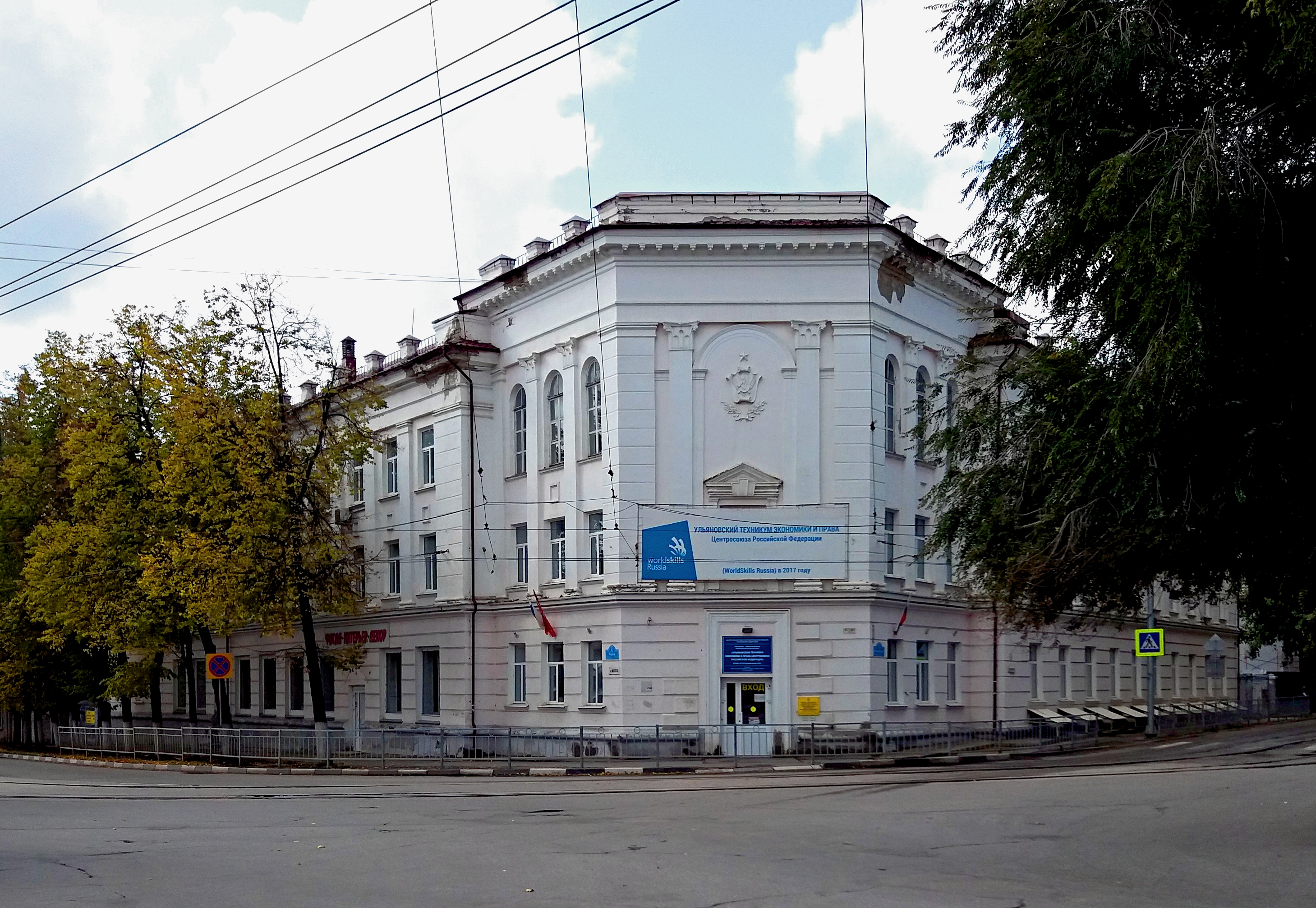
Ульяновский техникум экономики и права
Ульяновский колледж градостроительства и права

###### Среднее образование

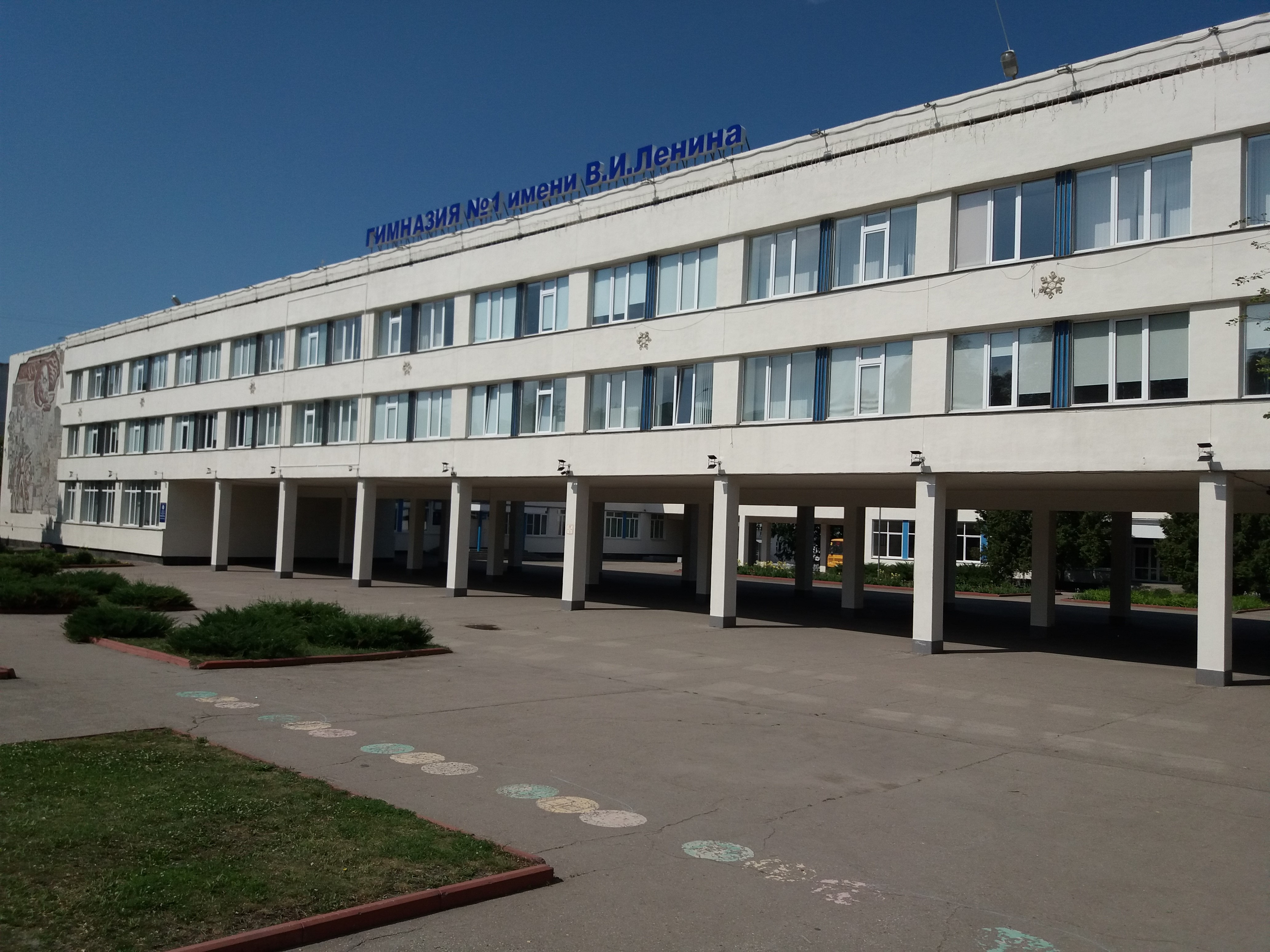
Гимназия № 1 (Ульяновск)

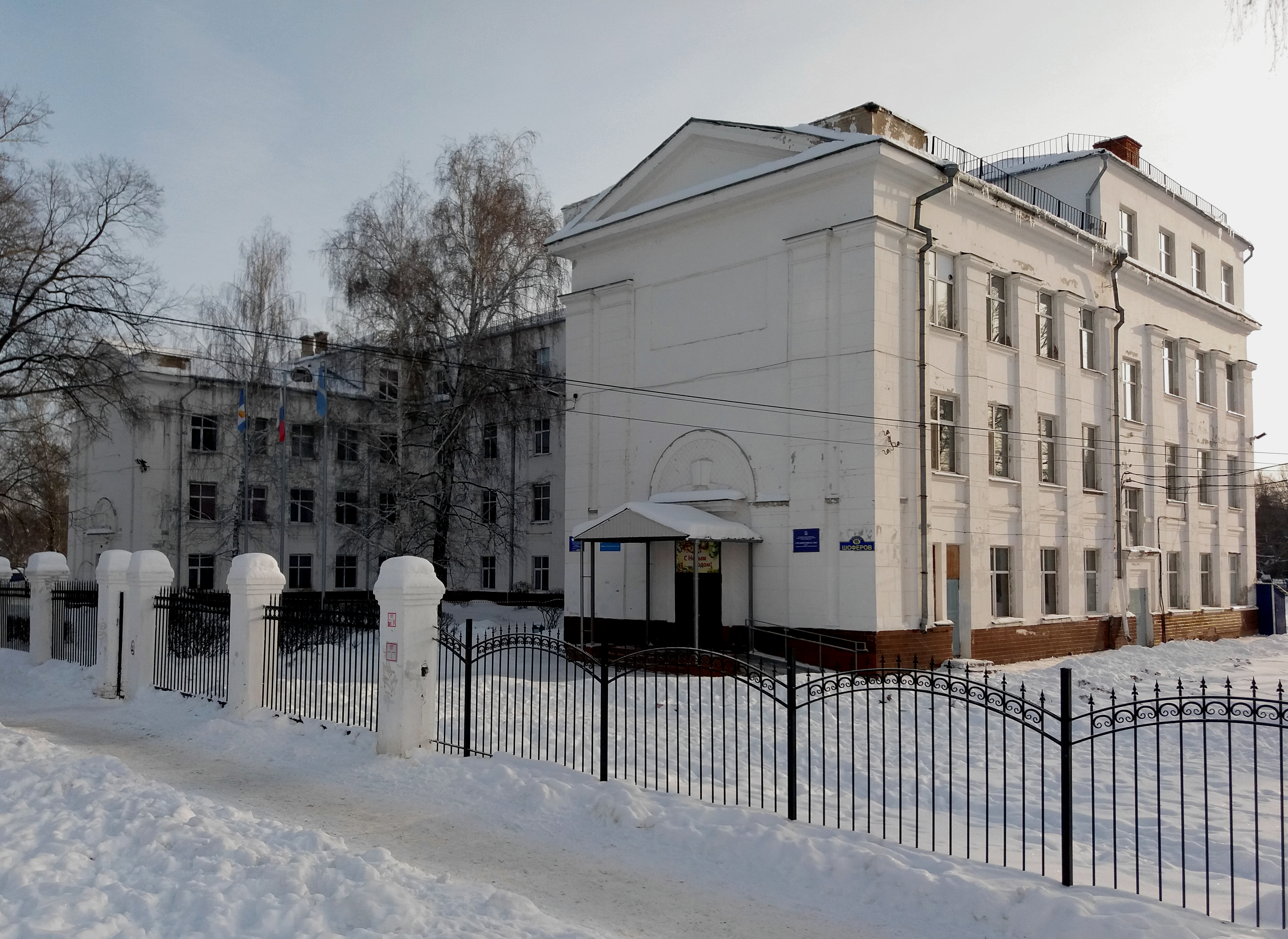
Школа № 41

- Гимназия № 1 (Ульяновск)Школа № 41Ордена Ленина гимназия № 1 им. В. И. Ленина[136],

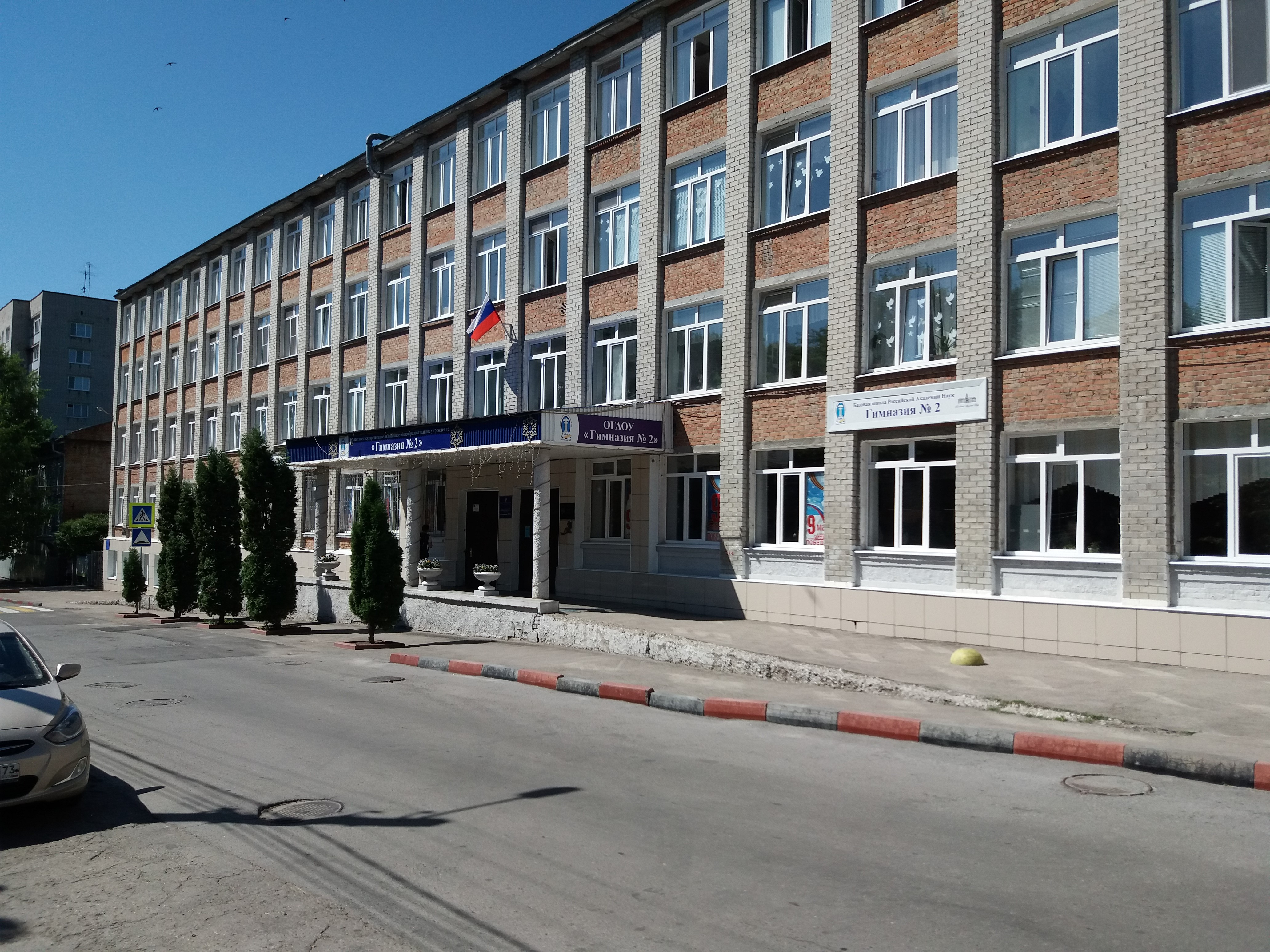
Гимназия № 2

- Гимназия № 2Гимназия № 2 (бывшая школа № 2, Гуманитарный лицей, Лингвистическая гимназия)[137],
- Мариинская гимназия (бывшая школа № 3),
- Многопрофильный лицей № 11 им. В. Г. Мендельсона,
- Гимназия № 13,
- Многопрофильный лицей № 20,
- Средняя школа № 25 им. Н. К. Крупской. Открыта 25 февраля 1942 года[138]
- Гимназия № 30 (ул Кольцевая),
- Гимназия № 33,
- Гимназия № 34,
- Физико-математический лицей № 38,
- Физико-математико-информатический лицей № 40 (при УГУ),
- Гимназия № 44,
- Лицей при УлГТУ № 45
- Гимназия № 59,
- Гимназия им. Н. С. Сафронова № 65,
- Гимназия № 79,
- Губернаторский лицей № 100,

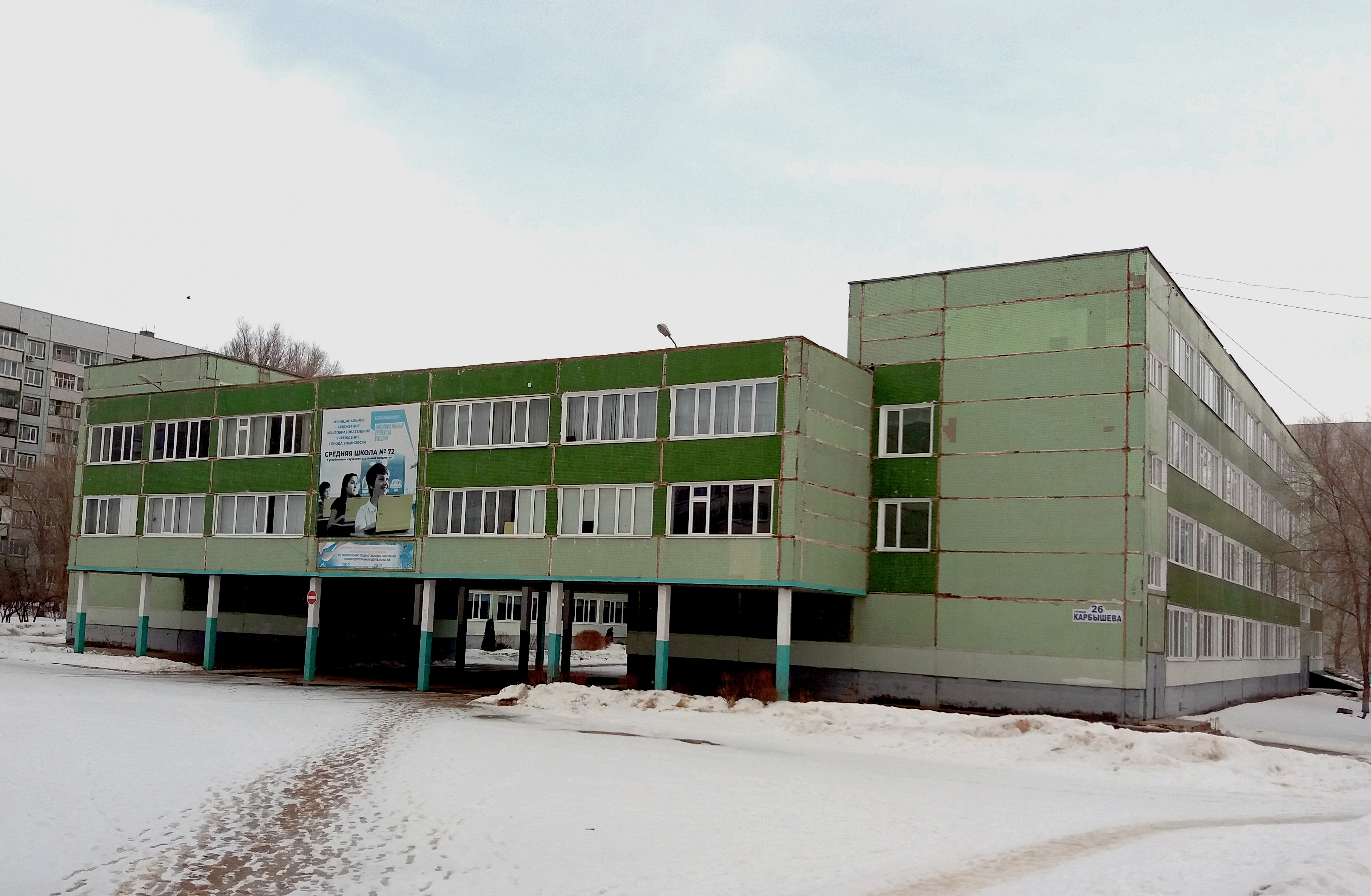
Средняя школа № 72

- Средняя школа № 72Симбирская общеобразовательная Гимназия (Кольцевая улица);
- Ульяновский городской лицей при УлГТУ,
- Авторский лицей Эдварса № 90.
- Школа—интернат для обучающихся с ограниченными возможностями здоровья № 91. Основана 1 марта 1997 года[138]

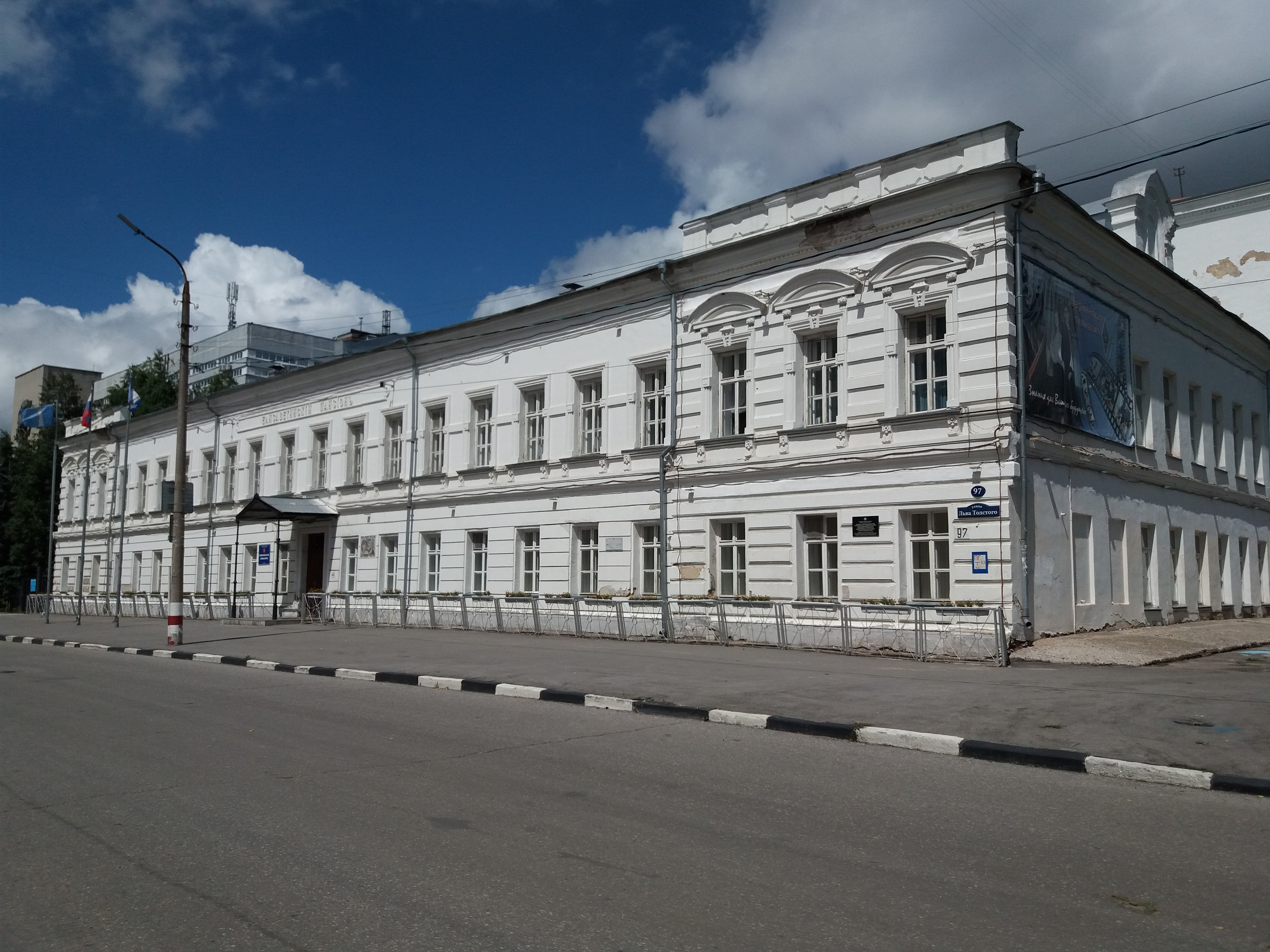
Мариинская гимназия
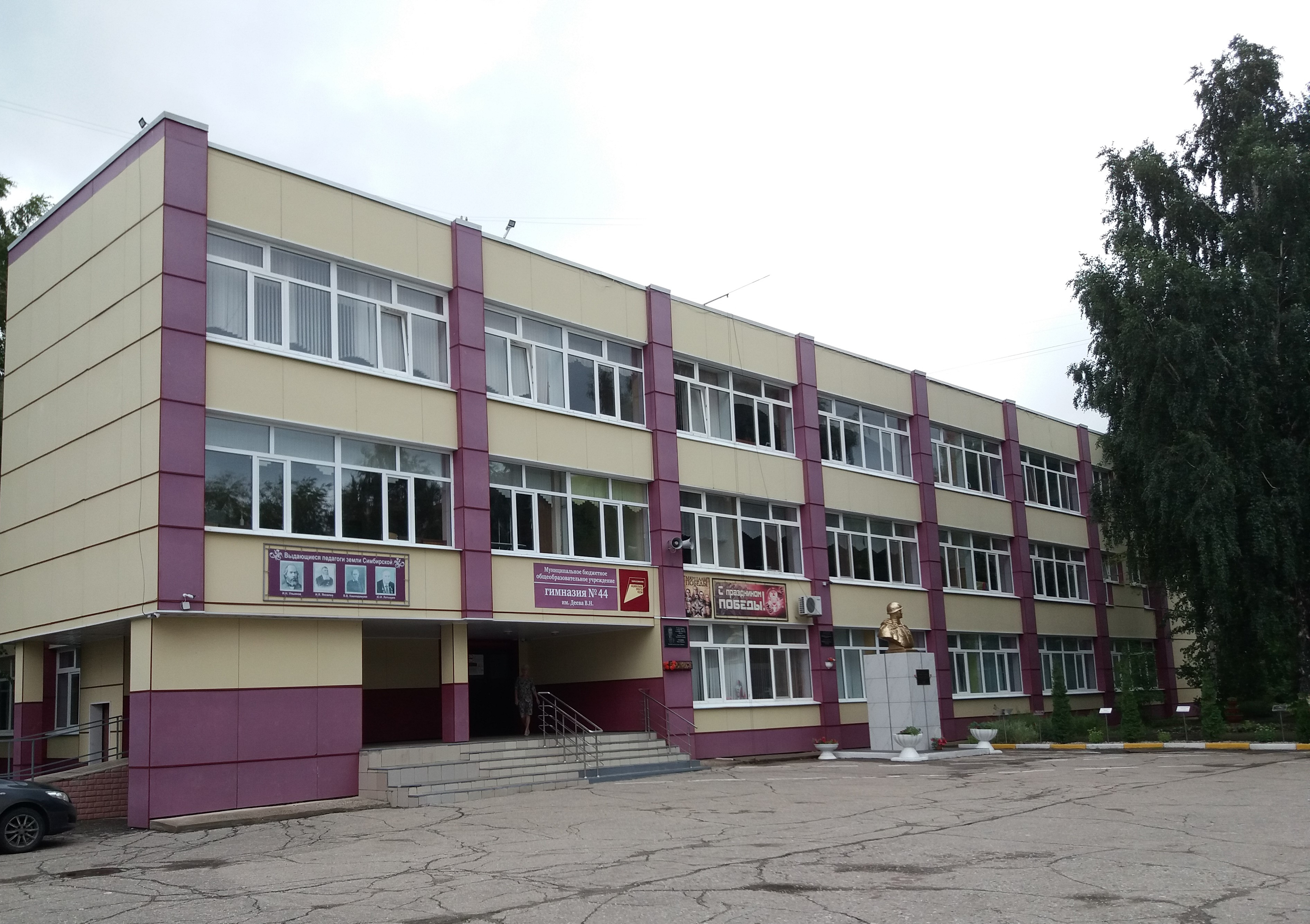
Гимназия № 44.
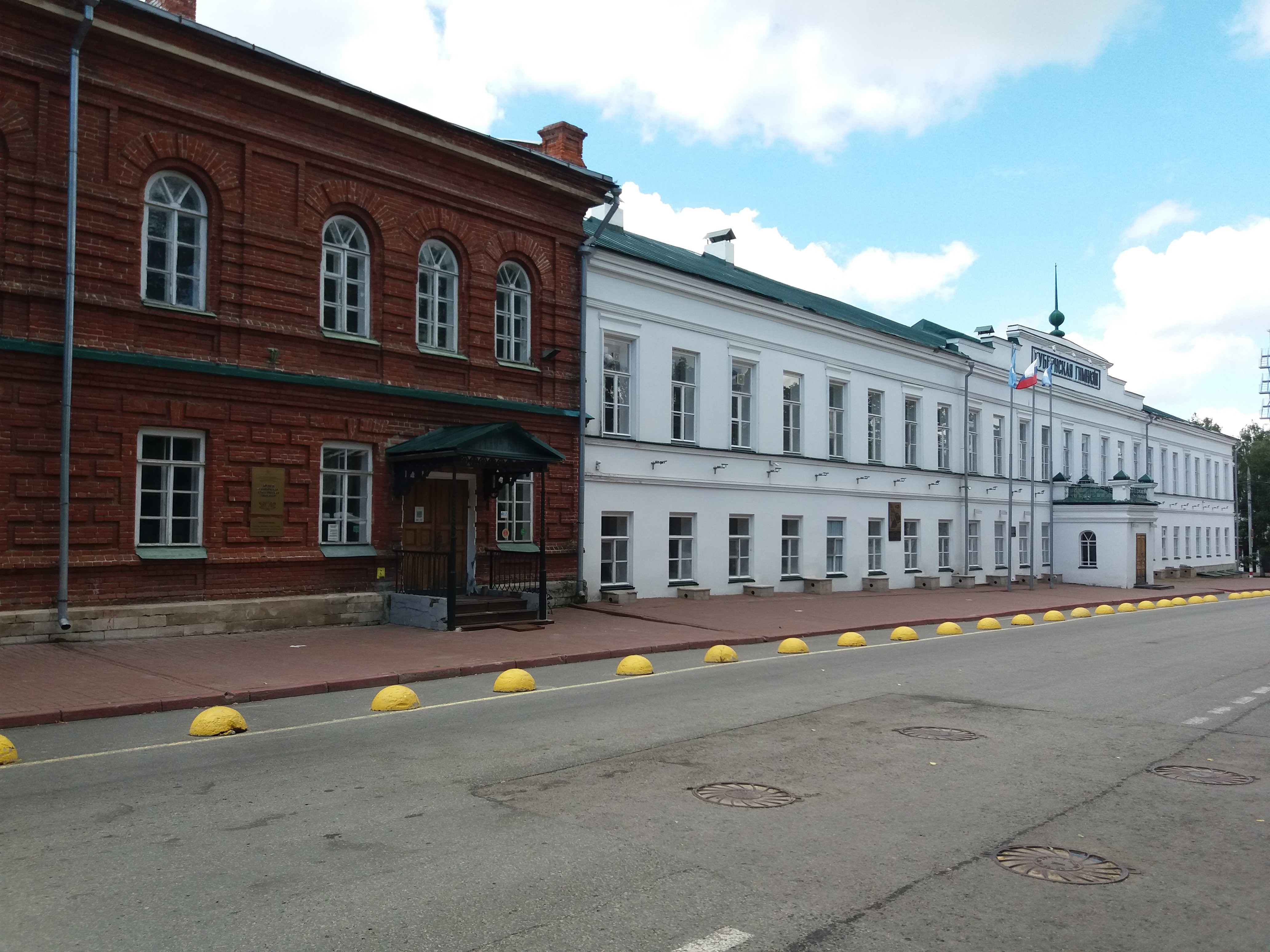
Гимназия № 1 для учащихся 1-3-х классов.
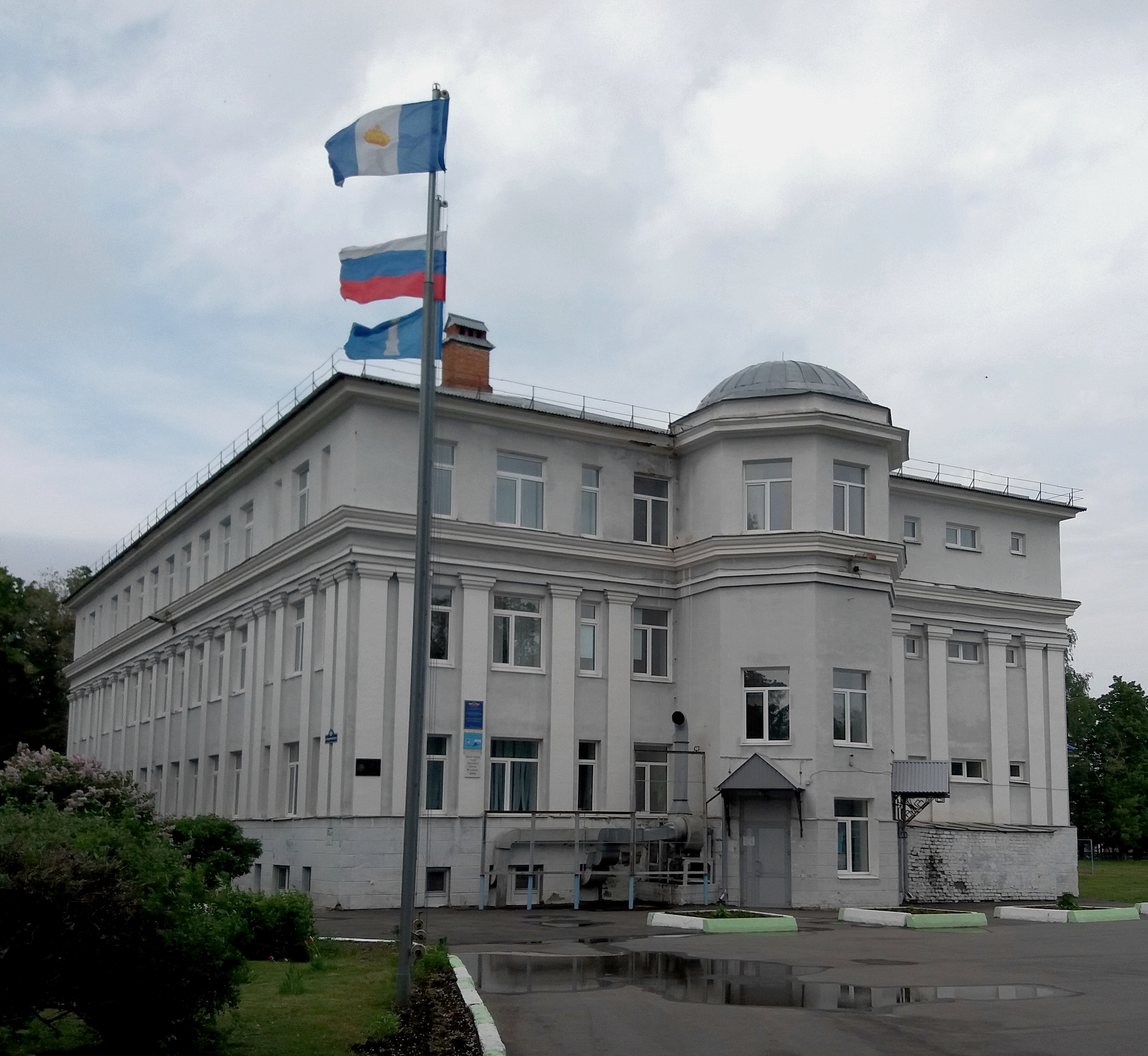
Школа № 5 им. Кирова.
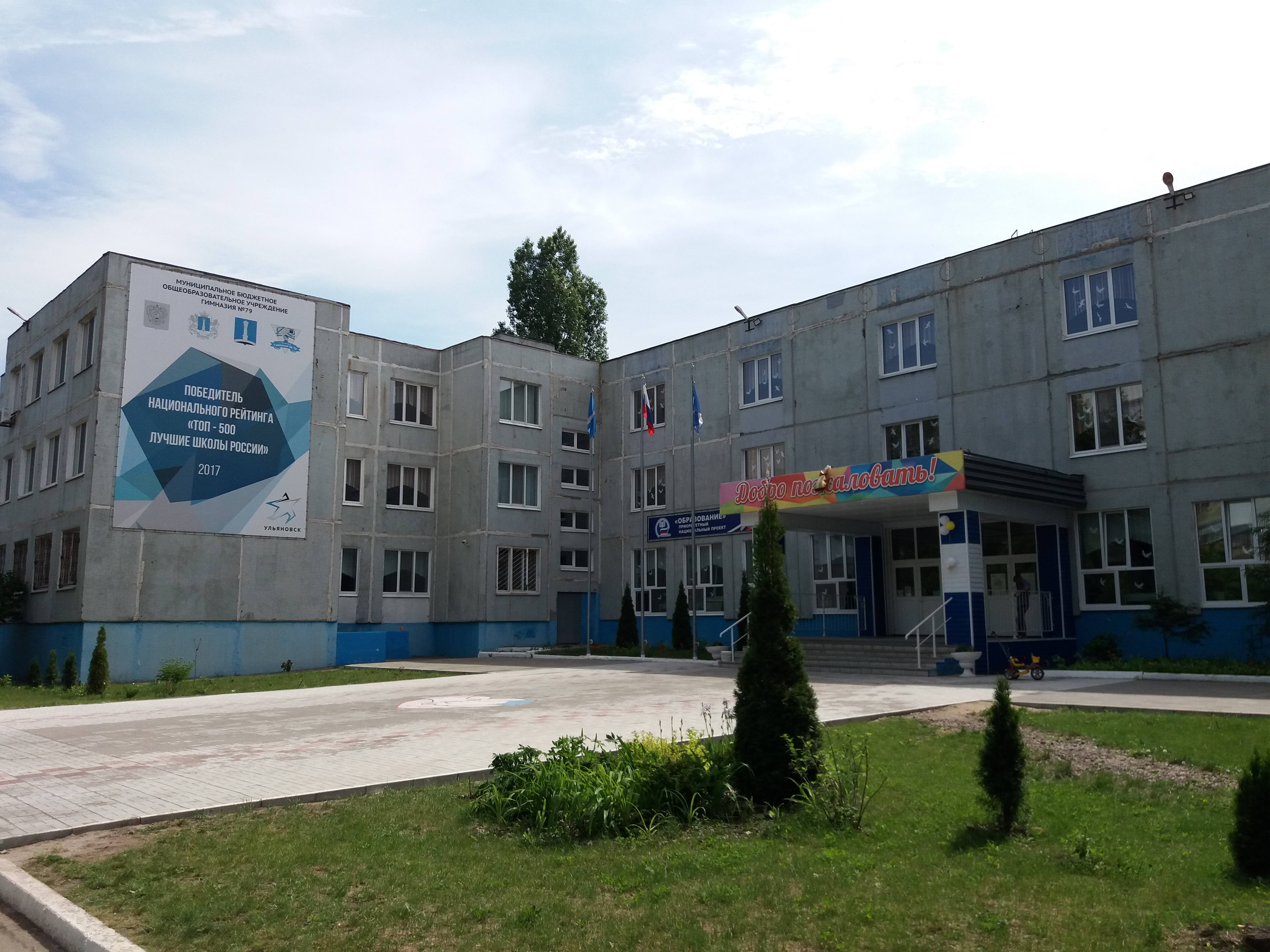
Гимназия № 79.
Лицей № 90.
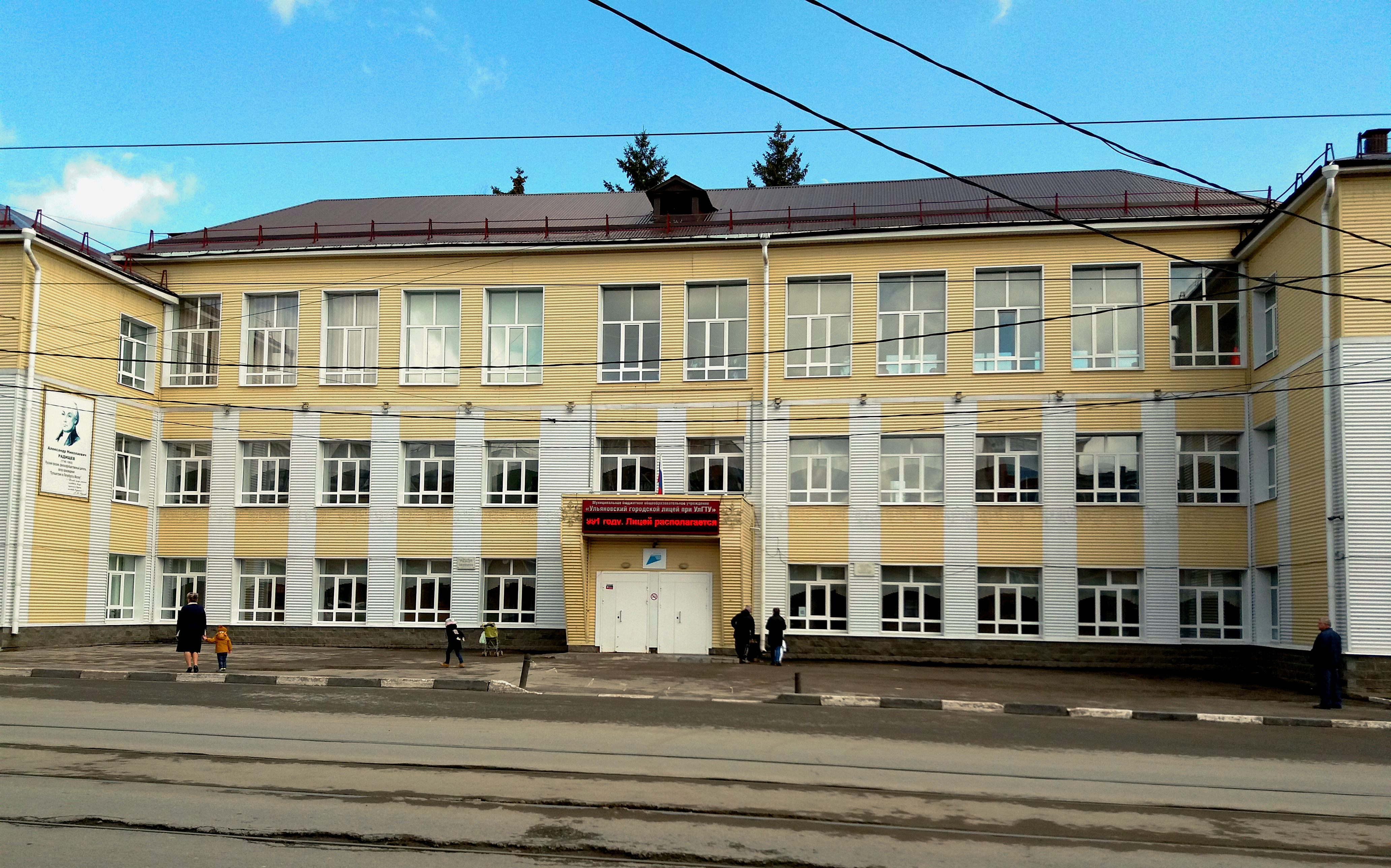
Лицей при УлГТУ (бывшая школа № 4).